# Geschichte Serbiens
Die Geschichte Serbiens umfasst die Entwicklungen auf dem Gebiet der Republik Serbien sowie historischer serbischer Reiche und Siedlungsgebiete von der Urgeschichte bis zur Gegenwart. Ein frühes wichtiges Ereignis war das Eintreffen der ersten slawischen Stämme in Südosteuropa im 6. Jahrhundert. Während dieser Zeit waren die Grenzen der jeweiligen serbischen Herrschaftsgebiete, deren Namen wie auch deren Bewohner starken Veränderungen unterworfen, so dass nur eingeschränkt von einer kontinuierlichen Geschichte gesprochen werden kann.
Der erste serbische Staat, Raška, konstituierte sich in der zweiten Hälfte des 8. Jahrhunderts unter Fürst Višeslav. Das Fürstentum Raška existierte zunächst unter byzantinischer bzw. bulgarischer Suzeränität. Danach entwickelte sich das Land unter den Nemanjiden (1167 bis 1371) zum Serbischen Großreich, dessen Einflusszone fast den gesamten Balkan umfasste. Das Serbische Großreich zerfiel nach dem Tod des Kaisers Stefan Uroš IV. Dušan, 1355, in mehrere unabhängige Fürstentümer, die sich in der Folge teilweise gegenseitig befehdeten. Dies und die fehlende Staatseinheit unter den Serben begünstigten 1459 die Eroberung durch das Osmanische Reich und die über 350 Jahre währende osmanische Fremdherrschaft. Im Gefolge des Ersten und Zweiten Serbischen Aufstands Anfang des 19. Jahrhunderts entstand 1815 das Fürstentum Serbien, das aber noch dem Osmanischen Reich tributpflichtig war. Erst mit den Ergebnissen des Berliner Kongresses, 1878, wurde Serbien ein unabhängiger Staat. 1882 wurde das Fürstentum Serbien zum Königreich Serbien erhoben, das zunächst im Wesentlichen nur das heutige Zentralserbien umfasste. Mit den Balkankriegen kamen bis 1913 das Kosovo, das heutige Nordmazedonien sowie der größere Teil des Sandschaks von Novi Pazar dazu.
Am Ende des Ersten Weltkrieges, 1918, ging das Königreich Serbien im Königreich der Serben, Kroaten und Slowenen auf, das 1929 in das Königreich Jugoslawien umbenannt wurde. Im Zweiten Weltkrieg war Serbien nach dem deutschen Balkanfeldzug von 1941 bis 1944 ein Satellitenstaat unter der Kontrolle des Deutschen Reiches. Mit dem Sieg der Jugoslawischen Volksbefreiungsarmee unter Josip Broz Tito wurde die Monarchie abgeschafft und 1945 der Grundstein für die Sozialistische Föderative Republik Jugoslawien der Nachkriegszeit gelegt. Während dieser Zeit war Serbien in seinen heutigen Grenzen eine Teilrepublik Jugoslawiens. Zehn Jahre nach dem Tod Titos brach Jugoslawien ab den 1990er Jahren in den Jugoslawienkriegen wieder auseinander. Seit dem Austritt Montenegros 2006 aus der Staatenunion Serbien und Montenegro ist Serbien erstmals seit 1918 wieder ein eigenständiger Staat.

## Vor- und Frühgeschichte

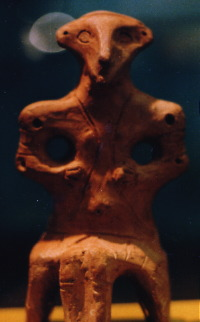
Fund Figur der sog. Vinča-Kultur

Archäologische Funde der Starčevo- und Vinča-Kultur auf dem heutigen Gebiet Serbiens werden bis 5000 Jahre v. Chr. in die Jungsteinzeit datiert.

## Anfänge
Das Gebiet des heutigen Serbien war ursprünglich von Illyrern, Kelten, Thrakern und etwas später von Griechen besiedelt. Mitte des 2. Jahrhunderts v. Chr. gründeten die Römer die Provinz Illyrien, deren Grenzen ab dem 3. Jahrhundert n. Christus von verschiedenen Nomadenvölkern überschritten wurden. Kurz nach dem Fall Roms wurde Illyrien dem Byzantinischen Reich angeschlossen.
Zur Zeit des Römischen Reiches gehörte das Gebiet des heutigen Serbien zur Provinz Moesia superior. Seit der Teilung des Reiches 395 gehörte es zum oströmischen (byzantinischen) Reich.
Das Banat war Teil der römischen Provinz Dakien.

## Ansiedlung der Serben auf dem Balkan

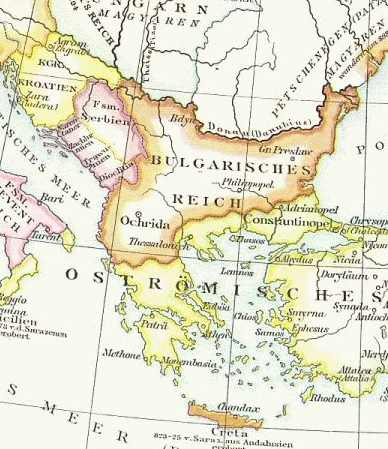
Südosteuropa um 945

### Siedlungsgrenzen auf der Balkanhalbinsel

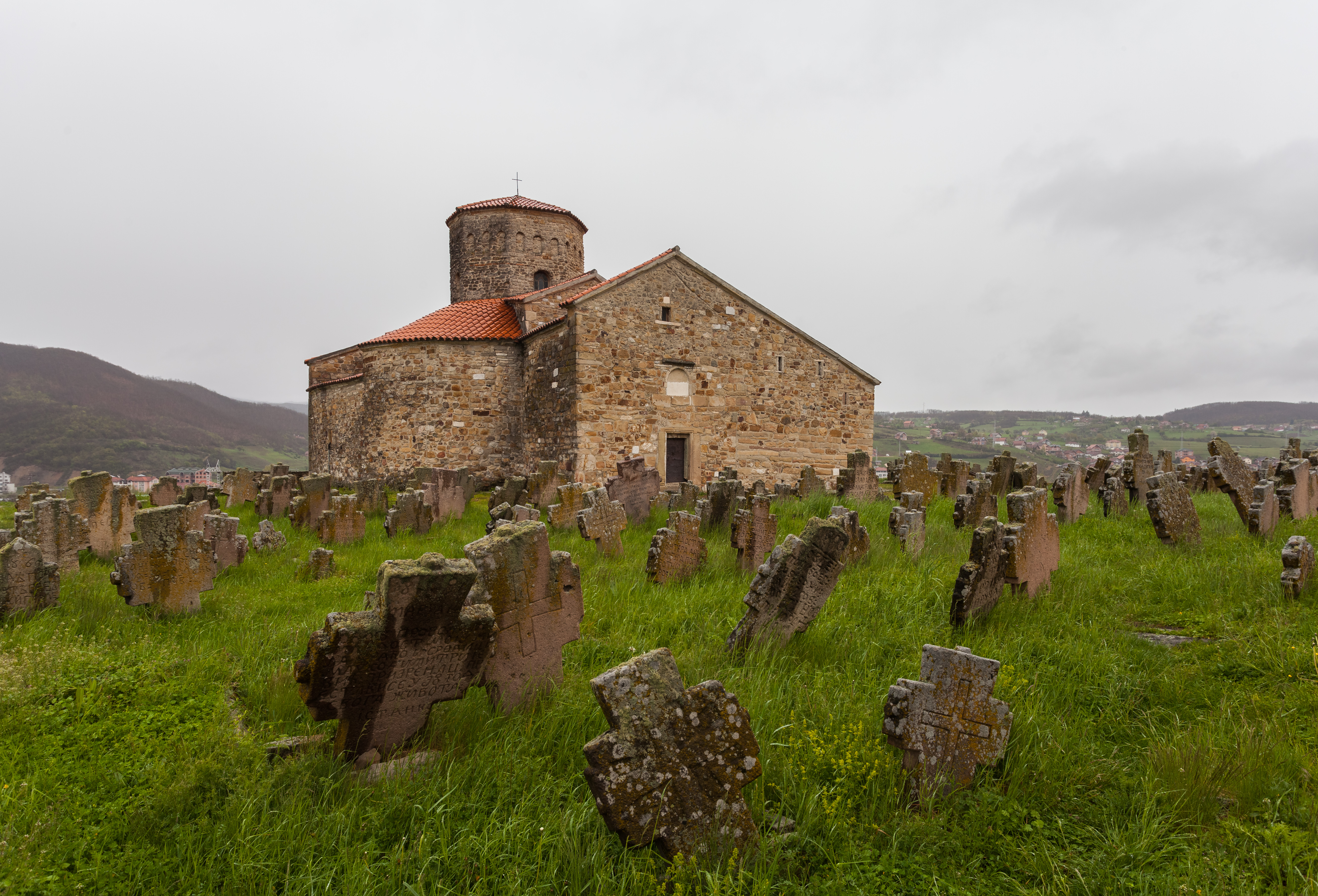
Das älteste sakrale Bauwerk im heutigen Serbien ist die Petrova crkva aus dem 10. Jahrhundert

Die Grenzen eines eigentlichen serbischen Territoriums wurden erst verhältnismäßig spät, nämlich im 15. Jahrhundert umrissen. So wie andere slawische Stammesverbände (Severci, Draguviti, Duljebi) waren die Serben ein Teil des in der „Urheimat“ im Osten Europas lebenden Verbandes slawischer Stämme. Ihre räumliche Verteilung im Anschluss an die Migration von Osteuropa nach Süden ist nur ungefähr bekannt: die Severci lebten zwischen der Donau und dem Balkangebirge, die Draguviti im ägäischen Hinterland in Makedonien und Thrakien; die Kroaten in der Ebene östlich der Alpen und die Serben waren ihre Nachbarn weiter im Osten.
Erst für die Mitte des 10. Jahrhunderts lassen sich in dem Staatshandbuch „De administrado imperio“ des byzantinischen Kaisers Konstantinos VII. Porphyrogennetos genauere Angaben über die von den Serben besiedelten Territorien finden. Der Kaiser unterscheidet dabei zwischen den bereits getauften, d. h. zum Christentum bekehrten Serben im Unterschied zu den heidnisch gebliebenen, deren Siedlungsgebiet sich zwischen dem der ebenfalls bereits christianisierten Kroaten und dem Ersten Bulgarischen Reich erstreckte. Die östlichsten von Kroaten bewohnten Gebiete – Livno, Pliva und Imota – markierten den Verlauf der Westgrenze des damaligen Serbien.
Da sich die serbische historische Entwicklung von der slawischen Landnahme bis zur Etablierung eines serbischen Kaiserreiches innerhalb des Territoriums im damals bestehenden oder auf dem ehemaligen Boden des Byzantinischen Reiches vollzog, war in der Geschichte des mittelalterlichen serbischen Staates der byzantinische Einfluss prägend. Die geistigen und politischen Ideen Byzanz’ dienten den Regionen des christlichen Balkan als ein für alle Völker primär wirkender Orientierungspunkt. Das christliche byzantinische Reich bestimmte die Richtung der Geschichte der jungen Völker, die sich auf dem Boden seines Reiches niedergelassen hatten – im politischen, insbesondere aber im geistigen Sinne, wo sich in der Rivalität zwischen dem westlichen Papsttum und der konstantinopolischen Orthodoxie das östliche Staats- und Religionsideal selbst nach dem Zerfall des Byzantinischen Reiches hielt.
Im Osten war die Stadt Rasa (später Ras) der Grenzort zum Ersten Bulgarischen Reich, in dem in der zweiten Hälfte des 10. Jahrhunderts der bulgarische Zar Peter ein Bistum gegründet hatte, dessen Sitz, die Petrova crkva, das älteste sakrale Bauwerk im heutigen Serbien ist. Die Nordgrenze bildete allem Anschein nach die Save, im Süden erstreckte sich Serbien bis zu den im Küstengebiet der Adria gelegenen Fürstentümern: Zahumlje, das zwischen dem Fluss Neretva und Ragusa lag; Travunja, das sich von dort bis zur Bucht von Cattaro (Boka Kotorska) erstreckte, und Duklja (Dioclea), das sich bis zum Fluss Bojana hinzog. Die Bewohner der beiden erstgenannten Fürstentümer sollten die Nachfahren von bereits zuvor angesiedelten Serben sein. Der Fürst von Zahumlje behauptete sogar, dass seine Familie von Serben abstammte, die ursprünglich aus der Weichselregion gekommen waren. Den Einwohnern von Duklja wurde hingegen keine serbische Herkunft zugeschrieben.
Den ursprünglichen Stammesnamen der Serben bewahrte nur ein Fürstentum im Inneren der Balkanhalbinsel, dessen Beherrscher seit dem 8. Jahrhundert namentlich bekannt sind. Weitere Angaben über ihre Herrschaft stammen aus dem 9. Jahrhundert. Das damalige Serbien wurde ebenso wie auch andere von slawischen Stämmen besiedelte Territorien von zwei Seiten bedrängt: Einerseits durch das Byzantinische Reich, andererseits durch das Erste Bulgarische Reich, von dem es als Hindernis für seine Expansion nach Westen gesehen wurde. Im Gegensatz zu Byzanz, das sich mit der Oberherrschaft über die slawischen Stämme begnügte, strebten die bulgarischen Khane nach vollständiger Unterwerfung. Die um das Jahr 870 von Byzanz aus erfolgte Christianisierung der serbischen Herrscher stellte einen großen Erfolg für die Byzantiner dar.

### Christianisierung und erste Feudalherrschaften
Seit dem 6. Jahrhundert siedelten sich Serben auf dem Gebiet des heutigen Serbien an. Sie ließen sich zuerst in einer Gegend nieder, die Raszien genannt wird. Deshalb wurden sie jahrhundertelang außer als Serben auch als Raszier bezeichnet. Byzanz ermutigte slawische Stämme, sich als Föderaten in den Provinzen des Balkans anzusiedeln. Diese sich seit 580 abzeichnende Landnahme der Slawen auf dem Balkan reichte vom Fürstentum Karantanien über das heutige Slowenien und Kroatien, Bosnien und Serbien bis nach Bulgarien und den Peloponnes. Byzanz förderte das Entstehen kleiner Herrschaften als Puffer gegen das Awarenreich im Norden. Die Herrschaft der Steppennomaden bestand von 567 bis 803 im Karpatenbogen bis zur Donau. Es wurde vom Heer des Frankenreichs zerschlagen.
Manche der serbischen Einwanderer nahmen die griechische Kultur an, die meisten aber bewahrten ihre slawisch-serbische Identität. Ihre Stammesführer bildeten mit der Zeit Fürstentümer unter der Oberhoheit von Ostrom. Von ihnen war das weitgehend selbstständige serbische Fürstentum das bedeutendste. Es erlebte mit Župan Vlastimir und der frühen Hauptstadt Ras bei Novi Pazar (daher auch die Bezeichnung Raszien) in der Mitte des 9. Jahrhunderts seine erste Blüte.
Bis ins 9. Jahrhundert lebten die Serben unter nominaler Oberherrschaft des Byzantinischen Reiches und in relativ friedlicher Nachbarschaft mit den Bulgaren. Der oberste Mann im Staat war der sogenannte Groß-Župan, der von den anderen Županen als Anführer anerkannt wurde. 830 schlossen sich die in loser Nachbarschaft lebenden Stämme unter Župan Vlastimir zu einer Stammesföderation zusammen, um sich gegen die nun unter Khan Presian I. gegen Byzanz vordrängenden Bulgaren wehren zu können.
Unter Vlastimir, seinem Sohn Strojimir und seinen Nachfolgern wurde Serbien (Raszien) in der 2. Hälfte des 9. Jahrhunderts wahrscheinlich unter direktem Einfluss der Slawenapostel Kyrill und Method von Byzanz aus orthodox christianisiert.
Im Zuge der Auseinandersetzungen zwischen Bulgarien und Byzanz im 10. Jahrhundert war Serbien eher Byzanz zugeneigt. Um diese Gefahr auszuschalten, gab der bulgarische Zar Simeon I. vor, Časlav, einen am bulgarischen Hof aufgewachsenen Urenkel Vlastimirs als Groß-Župan einsetzen zu wollen. Dies war aber nur ein Vorwand, um Serbien als Provinz zu annektieren. Časlav wurde zusammen mit anderen Županen gefangen genommen. Viele, die nicht schon vorher geflohen waren, flohen nun nach Byzanz und Kroatien.
Nach Simeons Tod 927 kehrte Časlav als Befreier nach Serbien zurück. Er erkannte Byzanz als oberste Autorität an und bekam dafür Hilfe beim Wiederaufbau des Landes. Unter Časlav bekam der Staat, der etwas größer war als unter Vlastimir, wieder inneren Zusammenhalt. Nach seinem Tod bei einem Angriff der Ungarn zerfiel er aber wieder.
Im 11. Jahrhundert gab es das erste in größerem Rahmen anerkannte serbische Königtum unter Mihailo von Zeta. Dieser hatte zuerst – unter anderem durch seine Heirat – eine engere Verbindung zu Byzanz gesucht. Als aber Byzanz im Kampf gegen die Normannen geschwächt war, brach er seine Neutralität und unterstützte einen Aufstand der südslawischen Völker gegen die byzantinische Oberherrschaft. Nachdem dieser gescheitert war, suchte er Unterstützung im Westen, beim Papst. Mitverantwortlich für diese Wende war auch, dass Mihailo ein eigenes Erzbistum und den Königstitel wollte. Der Papst, der nach dem Schisma von 1054 Interesse daran hatte, die Herrscher an den Rändern seines Einflussgebietes für sich zu gewinnen, ernannte Mihailo zum ersten serbischen König (1077) und machte somit sein Land Duklja zum ersten anerkannten serbischen Königtum.

## Das Serbische Königreich und Zarentum der Nemanjiden

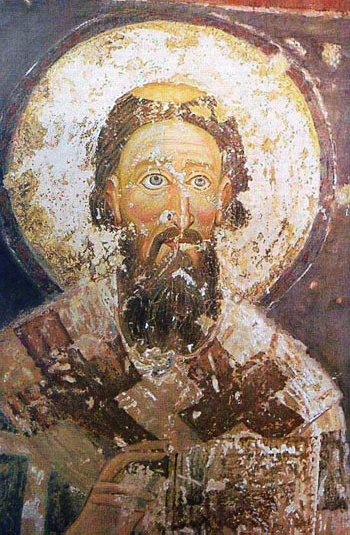
Zeitgenössische Darstellung des Heiligen Savas, Kloster Mileševa

### Zeitalter der Nemanjiden

#### Stefan Nemanjas Aufstieg

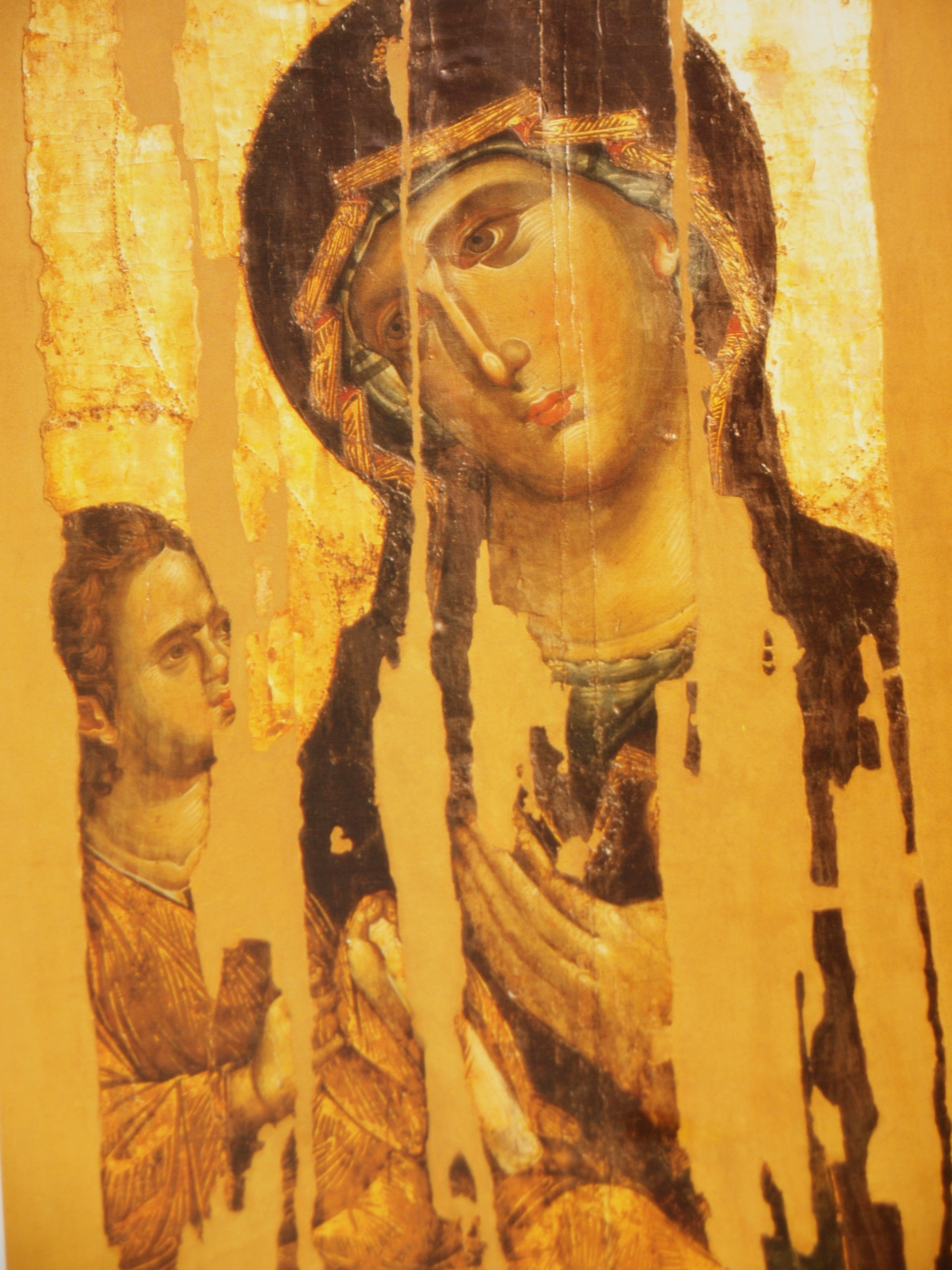
Muttergottes Ikone, Hilandar. Hilandar stellte das spirituelle Zentrum Serbiens. Die serbischen Patriarchen entstammten den Reihen der Hilandar-Mönche. Über Zuwendungen an die Klostergemeinschaft bezeugten die Herrscher ihre Verbundenheit mit der Kirche. Zar Dušan hatte hier mit Kaiserin Jelena trotz des Betretungsverbots für Frauen für den heiligen Berg Athos die Pestepidemie 1347/48 verbracht und gehörte wie Stefan Milutin oder Vuk Branković zu den Förderern.

Im 12. Jahrhundert begann unter Stefan Nemanja eine der wichtigsten Perioden für das serbische Nationalbewusstsein. Stefan besiegte in der Schlacht bei Pantino seine Brüder im Kampf um die Herrschaft und schloss mit den beiden überlebenden Brüdern eine Union, in der sie ihn als Groß-Župan anerkannten. So wurde er zum alleinigen Herrscher Rasziens und Dioklitiens (Dukljas). Diese Union und seine Unterstützung für einen Angriff Venedigs und Ungarns auf Byzanz brachten ihn in Konflikt mit dem byzantinischen Kaiser Manuel. In einer erniedrigenden Prozedur musste er sich unterwerfen, um dem Land für einige Jahre Stabilität zu sichern.
Doch nach dem Tod Manuels im Jahr 1180 machte er sich die verworrene Situation in Byzanz zunutze, um dem Reich die Unabhängigkeit und große Gebiete abzuringen – darunter das südliche Kosovo um Prizren und die Gegend um Niš, das zeitweilig zur neuen Hauptstadt wurde. In einem Friedensvertrag mit dem byzantinischen Kaiser Isaak II. Angelos wurde seinen Expansionsbestrebungen Einhalt geboten, aber gleichzeitig blieben die neuen Grenzen des Landes weitgehend unangetastet.

#### Autokephalie der serbisch-orthodoxen Kirche

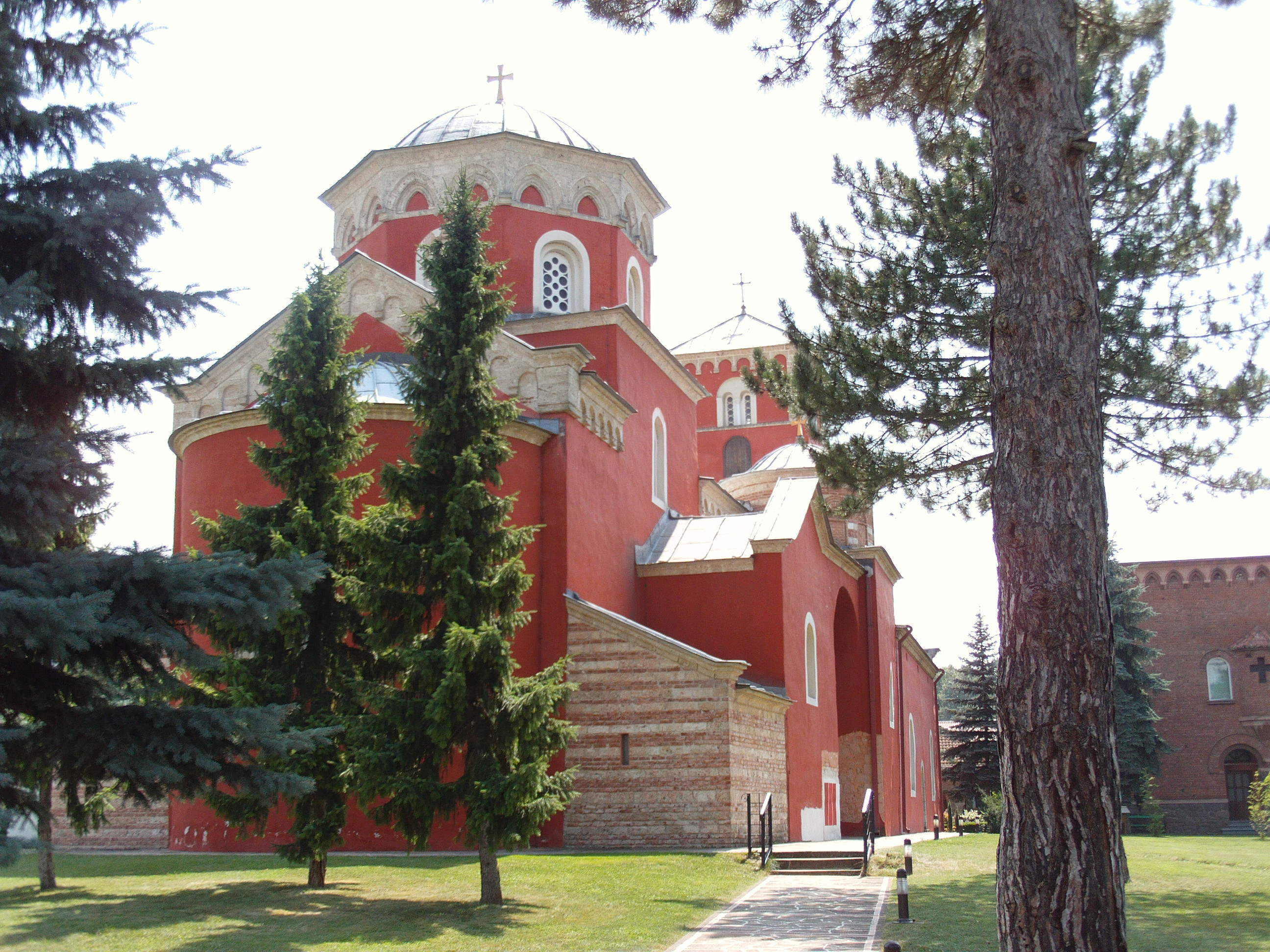
Sitz des ersten serbischen Erzbischofs wurde 1220 das Kloster Žiča.

1196 dankte Stefan Nemanja zugunsten seines mittleren Sohnes Stefan ab und entsagte als Mönch Simeon allem Weltlichen. Er wirkte aber auch noch als Mönch prägend für die weitere Geschichte Serbiens: Er gründete zahlreiche Kirchen und Klöster (darunter die bedeutenden Klöster Studenica und Hilandar, die beide zum Weltkulturerbe zählen). Nach seinem Tod im Jahr 1200 wurde er ein wichtiger serbischer Nationalheiliger.
Stefan Nemanjić, der Sohn, brauchte einige Jahre, bis er die Herrschaft 1207 endgültig gegen seinen älteren Bruder Vukan behauptet hatte. Eine viel wichtigere Rolle für Stefans über 30-jährige Regierungszeit spielte aber sein jüngerer Bruder Rastko, der als der Heilige Sava von Serbien bekannt wurde.
Die serbische Politik wandte sich nach anfänglich guten Beziehungen zu Byzanz infolge der Einnahme Byzanz’ durch den Vierten Kreuzzug eher dem Westen zu. Damit bekam Stefan den Beinamen Prvovenčani, der Erstgekrönte – und die von seinem Vater begründete Dynastie der Nemanjiden war bestätigt und gestärkt.
Die wichtigste und folgenreichste Tat Savas aber war, dass er bei einem Besuch des byzantinischen Patriarchen im Nicäanischen Exil das Recht erwirkte, eine autokephale und autonome Serbisch-Orthodoxe Kirche zu gründen. Diese Kirche mit ihren ersten aus Serbien stammenden Heiligen Simeon und Sava sollte – besonders in der langen Zeit der osmanischen Herrschaft – das Fundament für das serbische Selbstbewusstsein bilden. Mit der Schaffung eines Rechtskodex – des sogenannten Nomokanon – schuf Sava zudem die Grundlage für eine enge Verbindung zwischen Kirche und Staat, die ebenfalls sein Geschlecht überdauern sollte.
Während des Nemanjiden-Reichs im 13. Jahrhundert kam es zu wichtigen Veränderungen in der sozialen Struktur des Staates. Aus den Župans, den Sippenführern, wurden Adlige. Die einst freien Bauern gerieten zunehmend in deren Abhängigkeit. Die Städte erhielten Sonderrechte. So wurde aus dem losen Stammesverband ein feudaler Staat mit einem etablierten Herrschergeschlecht, das von Gottes Gnaden legitimiert war, sowie einer starken Nationalkirche.

#### Ökonomische Konsolidierung

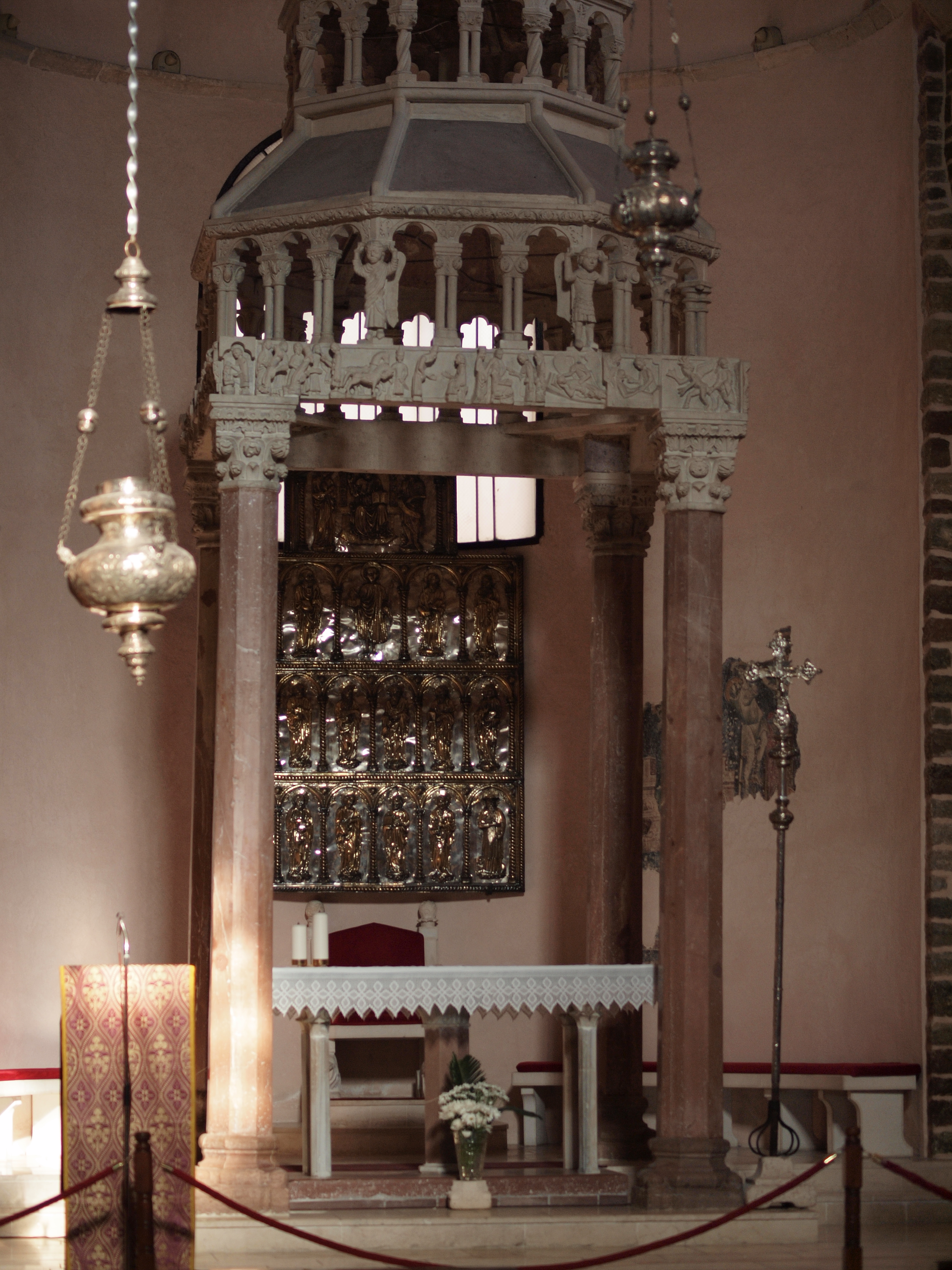
Ziborium und Silberschrein der Reliquie des Heiligen Tryphon, 14. Jh. Kotor als einer der Haupthandelsplätze für Silber, entwickelte sich zum Zentrum der Silberschmiedekunst.

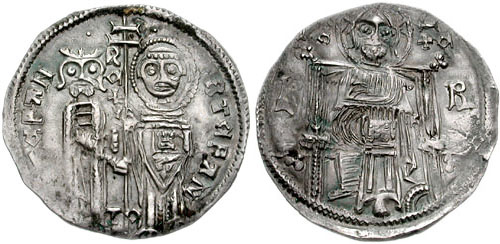
Dinar Stefan Uroš III. Auf dem Avers der thronende Christus, auf dem Revers König Stefan Dečanski und der Hl. Stefan.

Eine weitere Konsolidierung erfuhr das Reich unter der langen Herrschaft von Stefan Uroš I. (1243–1276), der als dritter Sohn des Stefan Prvovenčani nach seinen Brüdern Radoslav und Vladislav die Herrschaft antrat. Die außenpolitischen Konflikte hielten sich in Grenzen und so konnte der wirtschaftliche Ausbau voranschreiten. Dieser beruhte vor allem auf dem Bergbau: Bergwerke zum Abbau von Gold und Silber, aber auch Eisen, Kupfer und Blei wurden eröffnet. Um diese herum entstanden Siedlungen, der Handel kam in Schwung. Historikern zufolge stammte in der Hochphase des serbischen Bergbaus im 14. bis 15. Jahrhundert bis zu einem Viertel des in Mittel- und Westeuropa gehandelten Silbers aus serbischen Bergwerken, mit denen die Grundlage für die Machtentfaltung der Nemanjiden geschaffen wurde. Durch Privilegien für deutsche Bergarbeiter aus Transsilvanien und Handelsleute aus Dubrovnik (Ragusa), das als Hafen für Serbien eine wichtige Rolle spielte, kamen Angehörige anderer Völker nach Serbien.
Mit den sächsischen Bergleuten als eigentliche Initiatoren der Eröffnung der Bergwerke begann ein weitreichender ökonomischer und sozialer Wandel, der letztlich auch zur gesteigerten politischen Bedeutung Serbiens führte. Mit Brskovo (im Tal der Tara) beginnend, waren im späten 13. Jahrhundert zuerst fünf, später sieben Minen in Betrieb. Zu Mitte des 14. Jahrhunderts wurden um die größeren Lagerstätten herum weitere Minen eröffnet. Die bedeutendsten waren Rudnik (Šumadija), Trepča (bei Kosovska Mitrovica), Janjevo (bei Priština) und Novo Brdo (zwischen Priština und Gnjilane), letztere entwickelte sich zur größten Mine der Balkanhalbinsel. Wurden die Minen zuerst nur von den Sachsen betrieben, so lernten diese die lokalen Serben bald in ihrem Handwerk an, deren Arbeitsleistung für den Aufschwung des bergmännischen Handwerks erheblich wurde. Die Sachsen brachten nicht nur das Bergrecht und hochqualifizierte Juristen nach Serbien, sie etablierten insbesondere Formen des autonomen Stadt- und Siedlungsrechts. Ihre Siedlungen blieben katholische Oasen, in denen sich schon bald dalmatinische Händler niederließen. Katholische Gemeinden existierten so inmitten des orthodoxen Staates; in einigen Fällen wurden in den größeren Bergwerken sogar zwei bis drei katholische Pfarrkirchen gegründet. Als Erbe der Sachsen wurde die deutsche Bergmannsterminologie und das Minenrecht überliefert, das auch in den späteren serbischen- und osmanischen Rechtskodifizierungen übernommen wurde.
Mit dem Bergbau waren weitere ökonomische Innovationen verbunden. Über die Besteuerung der Erze (10 %) und von geschmolzenem Metall (10 %) erwuchs den Herrschern eine bedeutende neue Einkommensform. Mit der Regierung von Stefan Uroš I. wurden auch die ersten Prägestätten für Silbermünzen (Dinar, Grossus) eingeführt. Waren während der byzantinischen Herrschaft unter den Komnenen auch den mächtigsten balkanischen Opponenten jegliche Münzprägung untersagt, so fiel das imperiale byzantinische Monopol nach 1204. Ein serbischer Hyperper (yperperi Sclavonie) wurde seit 1214 erwähnt, ohne dass sich Münzen überliefert hätten. Unter Radoslav wurden anschließend Kupfermünzen geprägt, die denen der epirischen Angeloi nach in Thessaloniki geprägten Münzen nachempfunden wurden. Mit Uroš I. imitierte man den venetianischen Silber-Grossus sowohl in Aussehen als auch in Größe und Gewicht. Die dem ehemals karolingischen Münzwesen verpflichtete lokale Geldnutzung wurde so unter Uroš I. an die etablierte Geldökonomie angepasst. Hauptmünzen mit weiter Verbreitung waren Denarii grossi. Im Handel größerer Warenmengen kamen auch die Goldmünzen, die in Venedig, Genua und Florenz geprägt wurden, in Umlauf. Serbische Münzen nutzten sowohl westliche als auch östliche Bezeichnungen. Dinar und Grossus waren Bezeichnungen die aus dem Westen kamen, teils östlichen Ursprungs war der Hyperper, als Attribut der Goldmünzen des 11. Jahrhunderts. Später kam zusätzlich noch der Aspra auf, als im byzantinischen Bereich keine Goldmünzen mehr geprägt wurden.
Aus diesen ökonomischen Impulsen, die der Bergbau bot, ergab sich im serbischen Reich auch erstmals eine urbane Entwicklung. Bei der Gründung größerer Siedlungen, in denen sich Händler in weit höherem Ausmaß als vordem ansiedelten, wurde insbesondere über das Aufblühen zentraler Handelsmärkte an der Küste eine für die Ökonomie der Balkanhalbinsel wesentliche Instanz etabliert. Die ehemals überwiegend vom Handwerk geprägten merkantilen mediterranen Städte bekamen durch Handel mit serbischen Erzen wichtige Impulse. Vormals ergab sich aus der Erhebung zum Bischofssitz, die allen größeren dalmatinischen Küstenstädten zuteilwurde, eine Nivellierung der Bedeutung dieser Zentren. Mit dem Erzhandel konnten jedoch nur noch diejenigen Städte wetteifern, die über genügend Kapital und Bevölkerung verfügten, und die damit die Voraussetzung besaßen, an den sich eröffnenden ökonomischen Perspektiven in den Minen in Bosnien und Serbien zu partizipieren. Nur die zwei im Süden gelegenen Orte Dubrovnik und Kotor verfügten über diese Qualitäten und übernahmen damit unter den dalmatinischen Küstenstädten das Primat im Erzhandel sowie allgemein daraus folgend die zentralen Positionen im ökonomischen Kreislauf der Balkanhalbinsel. Während Kotor direkt dem serbischen König unterstand, war Dubrovnik unter venezianischer Herrschaft. Über 250 Jahre wurden daher zwischen Dubrovnik und den serbischen Königen neben Handelsabkommen, den Rechten freier Bewegung, auch Mechanismen zur Beilegung von Grenzdisputen vereinbart. Neben der verstärkten Migration von befähigten Individuen nach Kotor und Dubrovnik entwickelten sich auch durch familiäre Bande zwischen beiden Städten enge Bindungen.

#### Serbien als Vormacht auf der Balkanhalbinsel

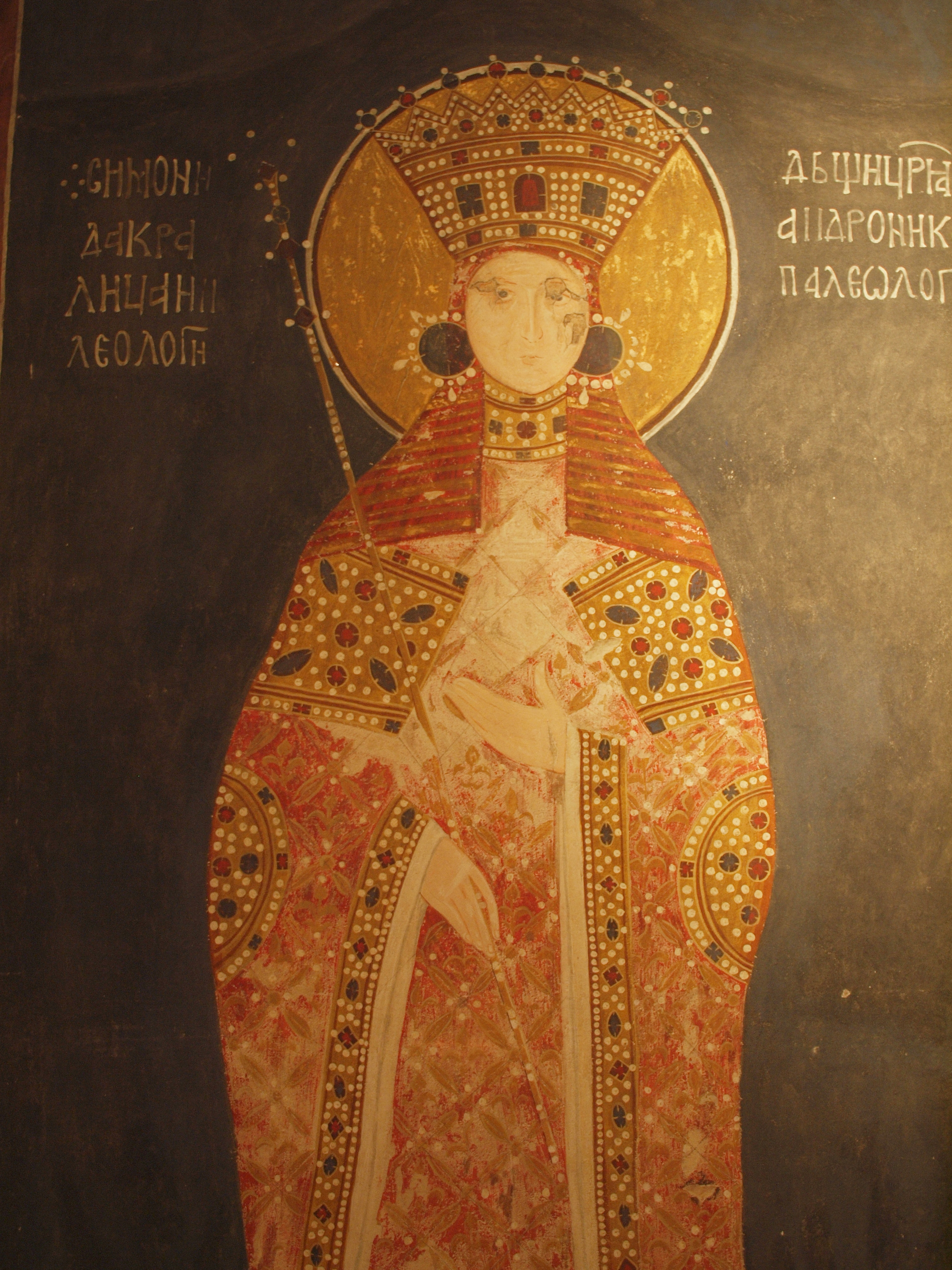
Simonida, Tochter des Byzantinischen Kaisers Andronikos II., wurde 1305 Stefan Uroš II. Milutin angetraut. Zum Zeitpunkt ihrer Vermählung war sie erst 6 Jahre alt. Fresko im Kloster Gračanica

Der nächste wichtige Herrscher nach der kurzen Regierungsperiode von Uroš’ Sohn Dragutin (1276–1282) war dessen jüngerer Bruder Stefan Uroš II. Milutin (1282–1321), auch Uroš der Mächtige oder Uroš der Heilige genannt. Er setzte den wirtschaftlichen Ausbau seines Vaters und die Tradition der Kirchen- und Klostergründungen fort. Unter ihm stieg Serbien zur dominierenden Macht auf dem Balkan auf, unter anderem durch Gebietsgewinne in Makedonien. In Skopje gründete er jenen Hof, der für ihn und seine Nachfolger zum wichtigsten werden sollte. Milutin konnte als erster auch aus den Konsequenzen der ökonomischen Veränderung, die sich durch den Erzabbau boten sichtbar Kapital schlagen; für die gesteigerten militärischen Fähigkeiten wurden erstmals auch katalanische Söldner angedient, in der exzeptionellen Bautätigkeit wurden die herausragendsten Bauträger und Freskenmaler sowohl aus Dalmatien wie Thessaloniki bestellt. Das Hofzeremoniell eiferte dem byzantinischen Herrscherhaus nach.
Nach anfänglichen Reibereien mit Byzanz schloss Uroš II. 1299 einen Friedensvertrag mit Kaiser Andronikos II. Palaiologos (1259–1332) und heiratete dessen Tochter Simonida. Er übernahm das byzantinische Hofzeremoniell und sah sich angesichts des geschwächten Byzantinischen Reichs als der legitime Fortführer der byzantinischen Tradition.
Uroš’ Sohn Stefan Uroš III. Dečanski konnte sich in der kurzen Zeit, die er zwischen seinem Vater und seinem Sohn Dušan zum Zug kam, außenpolitisch bewähren. In der Schlacht bei Velbužd (heute Kjustendil) besiegte er die Bulgaren, die nun für längere Zeit Verbündete bleiben sollten.
Von seinem Vater war Stefan Dečanski in seiner Kindheit als Geisel zu den Tataren geschickt und später – als er 1314, vom Adel dazu aufgestachelt, sich gegen ihn erhob – geblendet und ins Exil geschickt worden. Von seinem Sohn wurde er 1331 eingesperrt und kurze Zeit später auf mysteriöse Weise ermordet. Das alles war mehr als genug, um ihn heiligzusprechen und als Märtyrer zu verehren.

#### Die Nemanjiden als Träger kultureller Entwicklung und Identität

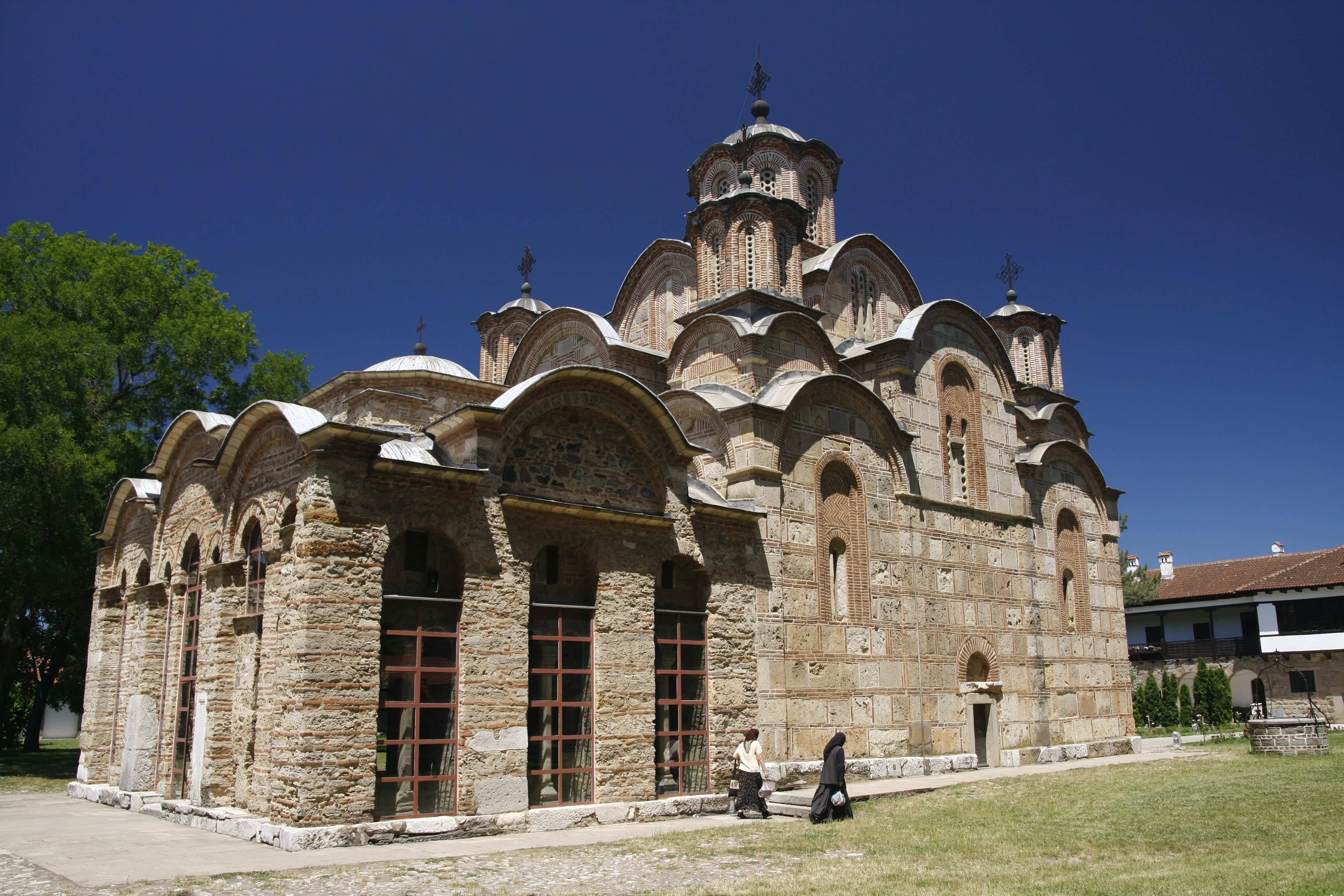
Gračanica bildet den Höhepunkt der Entwicklung der byzantinischen Architektur in Serbien unter Stefan Milutin. Mutmaßlich von einem in einer Bauhütte Thessalonikis ausgebildeten Meister, war es in der ersten Planung als Mausoleum angedacht. Später wurde es erste Begräbnisstätte Fürst Lazars.

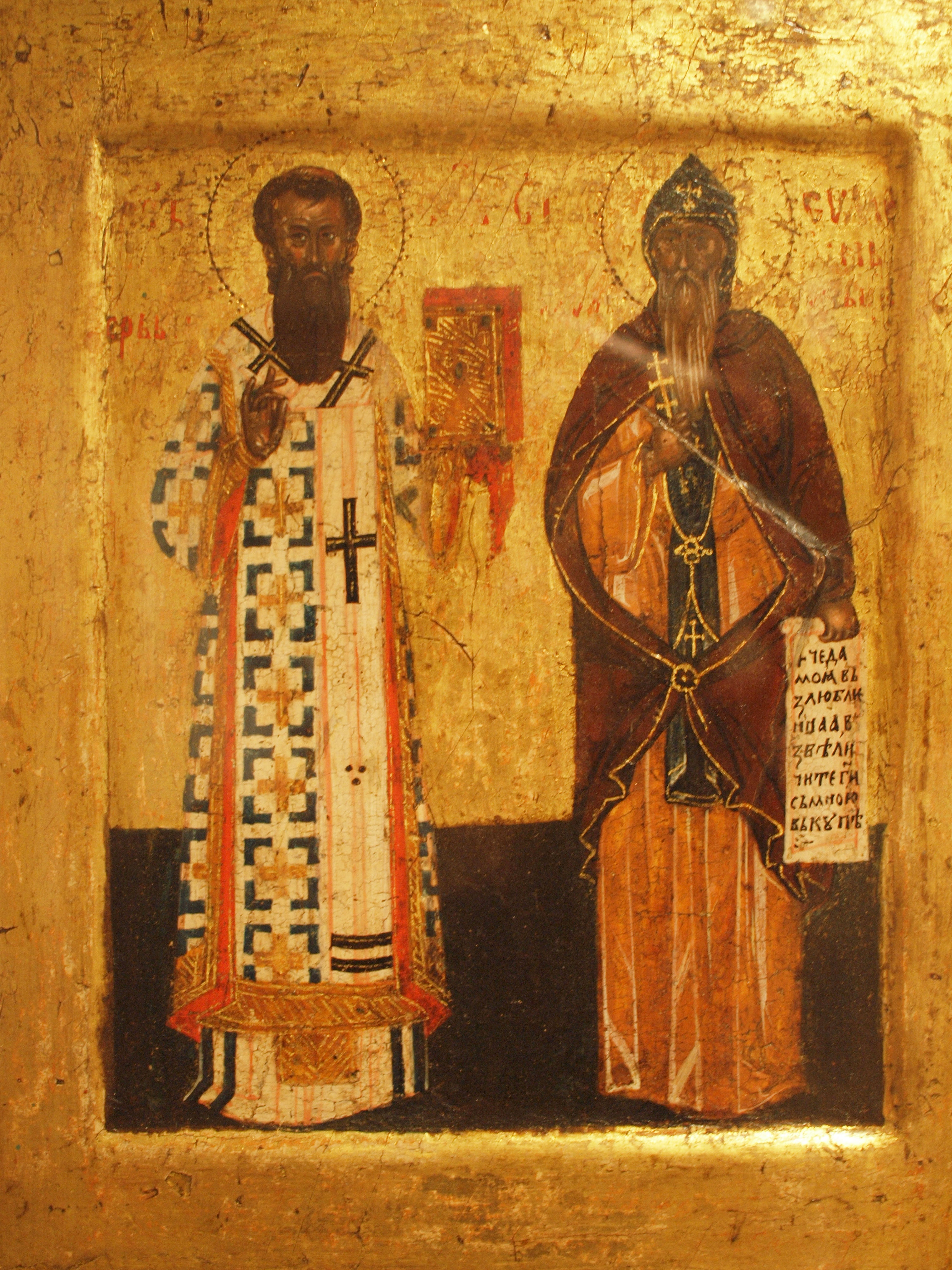
Ikone mit den kanonisierten Mitgliedern der Nemanjiden, Sava von Serbien und Stefan Nemanja. Alle Nemanjiden-Herrscher mit Ausnahme von Zar Uroš V. Dušan wurden bald von der Orthodoxen Kirche kanonisiert, was durch deren weitreichende Protektion der Autokephalen Kirchenentwicklung sowie den Zuwendungen an Kloster und deren räumlich ausgreifenden Stiftungstätigkeit begründet war. Ikone Anfang 14. Jh., Nationalmuseum Belgrad

Mit der Heiligsprechung der ersten Nemanjiden waren alle dynastischen Nachkommen bestrebt, die Beziehungen der Dynastie zur Kirche weiter zu festigen. Als Förderer kirchlicher Schenkungen standen sie daher der Gesellschaft des Staates vor. Aus dem Vorbild Stefan Nemanjas in der Neugründung des Klosters Studenica, dem ein romanischer Entwurf zugrunde lag, sowie der kulturhistorisch weitreichenden Erlaubnis des Byzantinischen Kaisers auf dem Territorium Byzanz das verfallene Kloster Hilandar als serbisches Kloster zu übernehmen, betätigten sich alle Nemanjiden-Herrscher als die primären kirchlichen Patrone. Auch die Nemanja folgenden Monarchen übernahmen, wenn auch vielfach vereinfacht, die Vorgaben im Bauschema Studenicas. Ihre einschiffigen basilikalen Bauwerke besaßen eine Vierungskuppel und waren in den kostspieligeren Stiftungen mit Kalk-, Sandstein oder Marmor verkleidet, die an Fenstern und Türen auch skulpturale Elemente erhielten. So errichtete Vladislav Mileševa, Uroš I. Sopoćani, Helene d'Anjou Gradac und Dragutin Arilje.
Unter Stefan Milutin wurde die Bautätigkeit stark ausgeweitet. Für den Neubau des Katholikons im Kloster Hilandar führten die Baumeister einen Entwurf aus, der sich formal direkt von konstantinopoler Kaiserstiftungen der Komnenen ableiten lässt. Im Bischofssitz der auf byzantinischen Bauplänen beruhenden Kreuzkuppelkirche Gračanica, die zuerst sogar als Herrscher-Mausoleum gedacht war, folgte jedoch auch auf dem Gebiet Serbiens selbst ein augenfälliger Bruch zur Bautradition. In der Verfeinerung des Bauplans, Sorgfalt architektonischer Konzeption und Integration der Baukörper übertraf sie selbst alle damaligen byzantinischen Vorbilder. Damit wurde der plastische Anspruch Milutins, in offener Konkurrenz zu seinem Schwiegervater Kaiser Andronikos II. als bedeutender Patron der Kunst und Architektur zu gelten, offensichtlich. Diese komplette Abkehr von der Bau- und Familientradition der Vorgänger Milutins erzeugte auf kirchlicher Seite Widerstand und Milutins eigentlichem Mausoleum, Kloster Banjska, wie auch demjenigen Stefan Dečanskis, Visoki Dečani, wurden wieder romanische Entwürfe zugrunde gelegt.
Durch die Byzantinisierung der Lebensbereiche am Hof, dem Feudalwesen und in der völligen Einbindung in die byzantinische Kirchenhierarchie war die kulturelle Vorbildfunktion Byzanz jedoch soweit etabliert, dass unter Stefan Dušan auch die völlige Hinwendung zur byzantinischen Sphäre endgültig vollzogen wurde und auch die direkte Übernahme byzantinischer Architekturvorbilder, die über Thessaloniki und die Athosklöster importiert wurden, Maß aller Dinge wurde. Mit Dušans Gründung des Erzengelklosters erlangte gleichzeitig ein neues Modell weitere Vorbildfunktion aller nachfolgenden Stiftungen auf dem Territorium Serbiens.
Diese zahlreichen Klostergründungen waren nicht nur dem Andenken der Herrscher gedacht, für die die Mönche Gebete und Homilien zu halten hatten, die Klöster wurden Lehrstätten und Zentren der Kultur, die noch im 12. Jahrhundert die einzigen „urbanen“ Gesamtheiten in Serbien bildeten. Selbst für die regional ansässige Bevölkerung waren die Klöster noch lange Zeit die ihnen einzig bekannten Städte, da (bis auf die Küstenorte) erst mit der Einverleibung vormaliger byzantinischer Gebiete alte städtische Strukturen in das territoriale Gebiet Serbiens integriert wurden. Noch im 12. Jahrhundert standen die Serben städtischen urbanen Lebensweisen ablehnend gegenüber. Dies resultierte auch daraus, dass innerhalb der serbischen Grenzen, die sich bis zum Ende des 12. Jahrhunderts auf die Einheit der ehemaligen römischen Provinz Dalmatia beschränkten, auch die in der römischen Zeit ländliche Provinz im Hinterland nicht urbanisiert wurde. Die transversalen römischen Straßen verbanden über das Innere der Provinz nur die nächstgelegenen großen urbanen Zentren zwischen den Städten der Adriaküste, den Niederungen Pannoniens und den großen Legionslagern der Provinz Moesia an den longitudinalen Achsen der Via militaris im Einzugsgebiet von Morava und Timok.
Die Klöster waren auch vor allem Mittelpunkte agrarischer Güter, die von den zum Kloster gehörenden Ländereien versorgt wurden. Darüber hinaus war in den Regularien von Zar Dušans Zakonik bestimmt worden, das 1000 Haushalte für den Unterhalt von 50 Mönchen zuständig wären. Allein das Kloster Dečani besaß 2166 agrarische und 266 der Herdentierhaltung verpflichtete Haushalte. Bei den Planung der Klosteranlagen waren die Ideen einer idealen städtischen Siedlung jedoch schon von Anfang an vordergründig. Über die gesamte orthodoxe Welt verbreitet bildeten Klöster die Kerne späterer Städte (insbesondere in der Rus, Kiew und Moskau). Auch in Serbien wurden die Vorbilder athonitischer Lavren nachgebildet, in denen Studenica, als erster dieser idealisierten verkleinerten Entwürfe, die Vorstellung eines Abbild Jerusalems oder Konstantinopels bilden sollte.

### Das Serbische Kaiserreich Zar Dušans

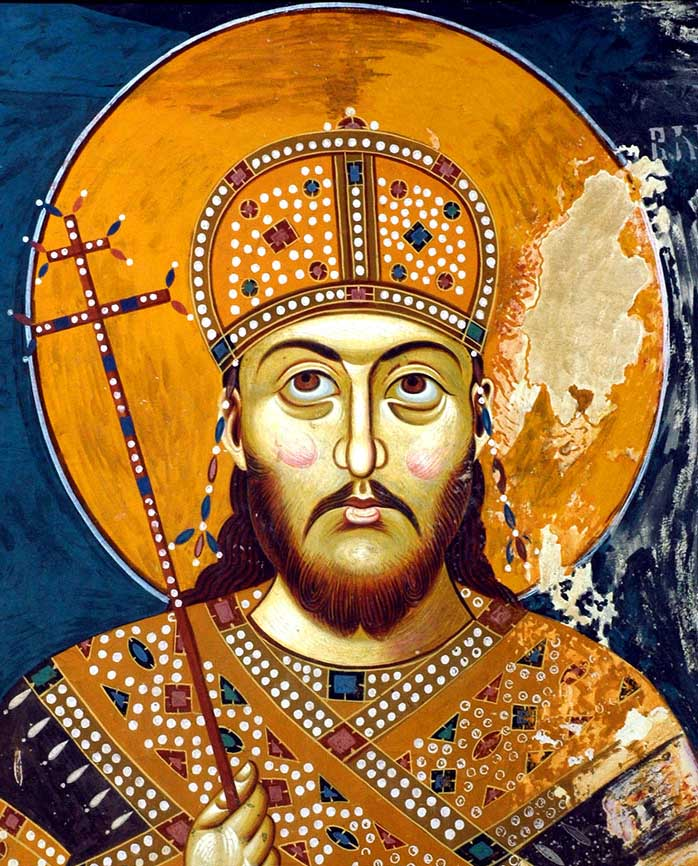
Freske Stefan Uroš IV. Dušan im Kloster Lesnovo

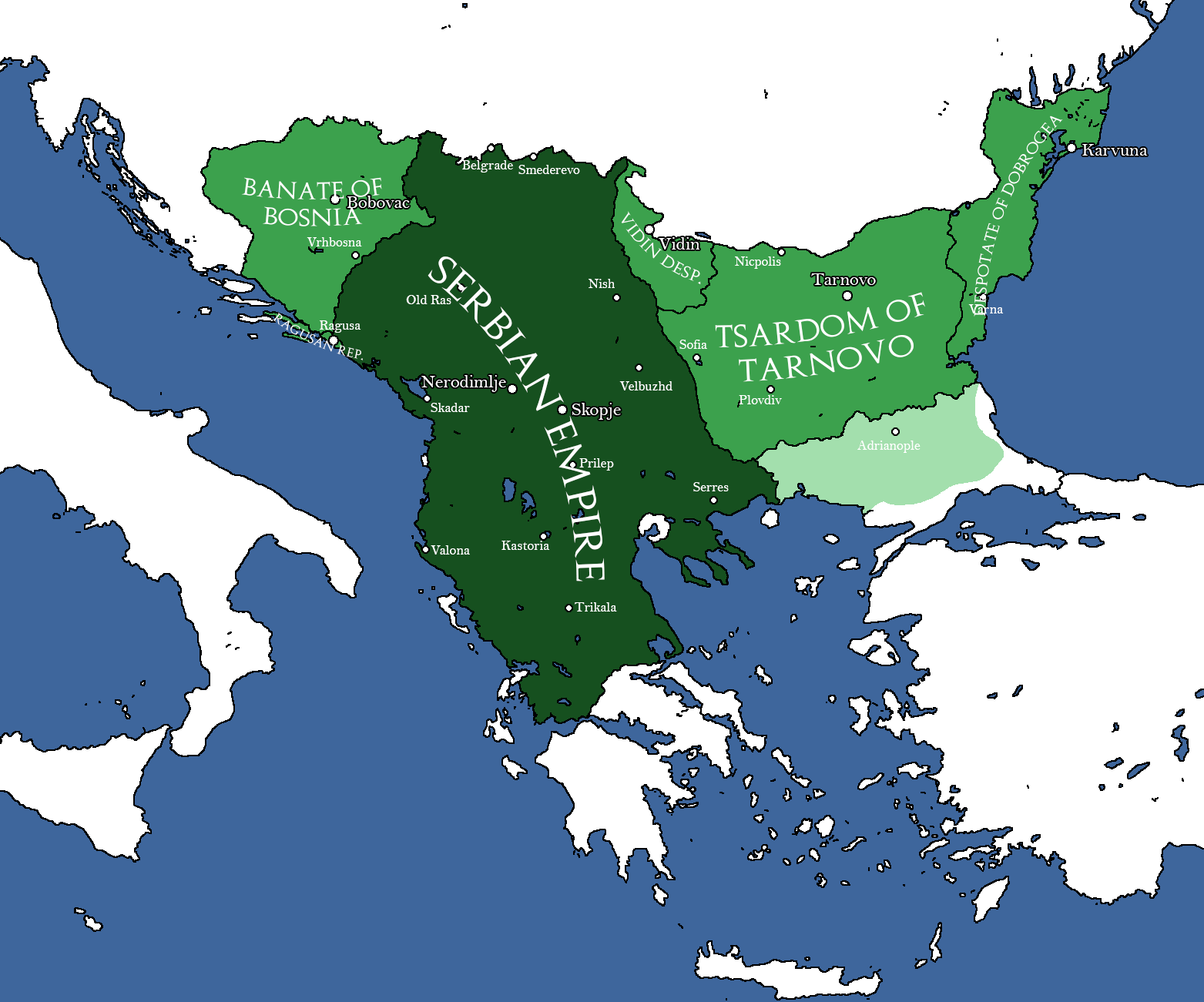
Karte Serbiens (dunkelgrün) und seiner Nachbarstaaten zur Zeit seiner größten Ausdehnung unter Zar Dušan

Unter Stefan Uroš IV. Dušan (1331–1355), dem mächtigsten aller serbischen Herrscher, erreichte das Serbische Reich den Höhepunkt seines politischen Einflusses und seiner Ausdehnung. Nicht nur durch Kriegsführung, sondern auch durch geschicktes Ausnutzen der politischen Machtverhältnisse gewann er weite Gebiete dazu, darunter fast ganz Albanien (mit Ausnahme der Stadt Durrës) und jene Teile Makedoniens, die sich noch nicht unter serbischer Herrschaft befanden (mit Ausnahme Thessalonikis). Sein Reich erstreckte sich schließlich von der Donau im Norden bis zum Golf von Korinth im Süden und von der Grenze zur unabhängigen Republik Dubrovnik im Westen bis kurz vor Sofia im Osten. Die Hauptstadt des damaligen Reiches war Skopje.
Zu Weihnachten 1345 ernannte Stefan Uroš IV. Dušan sich selbst zum Kaiser Serbiens und des Römerreichs (Imperator Rasciae et Romaniae) und ließ sich zu Ostern 1346 krönen. Doch Kaiser konnten nur vom Patriarchen gekrönt werden. Da er mit Byzanz in Fehde lag, ließ er in einem Konzil serbischer und bulgarischer Kirchenmänner den Erzbischof von Peć, Joanikije, zum Patriarchen von Serbien erheben. Der Patriarch von Konstantinopel belegte darauf Dušan, den neuen Patriarchen und die neuen Kirchenfunktionäre mit dem Bann.
Dušans Reich wurde nach byzantinischem Muster unter Führung des serbischen Adels verwaltet. Die weitgehenden Rechte von Adel und Kirche wurden 1349 in einem umfassenden Rechtskodex, dem sogenannten Dušanov zakonik (Kodex des Stefan Dušan) festgelegt. Da der feudale Adel und die Staatsfunktionäre ihre Rechte aber immer wieder missbrauchten, mussten die Gesetze so modifiziert werden, dass sich schließlich für den serbischen und den griechischen Teil separate Verwaltungssysteme ergaben. Auch kulturell erlebte Serbien eine Hochblüte. So löste zum Beispiel die serbische Redaktion des kirchenslawischen das Griechische als Schriftsprache Südosteuropas ab und wurde auch zur Diplomaten- und Kanzleisprache im gesamten Balkanraum. Es blieb dies bis in das 16. Jahrhundert. Die klösterlichen Freskenmalereien werden zu den Höhepunkten europäischer Malerei des 13. und 14. Jahrhunderts gezählt.
Mit seinem neuen Titel als Herrscher von Romania, das heißt Ostrom, erhob Dušan offen Anspruch auf den Thron von Byzanz. Er geriet damit in Konflikt mit Johannes Kantakuzenos, dessen Ansprüche er 1342/1343 noch unterstützt hatte. Kantakuzenos rief die Osmanen gegen die Serben zu Hilfe. Damit waren die Weichen für das Eindringen der Osmanen auf den Balkan und den Niedergang des Großserbischen Reiches gestellt.
Dušan konnte seine Pläne nicht zu Ende führen, da er 1355 plötzlich und auf unbekannte Weise starb.

### Niedergang der zentralen Autorität und Aufstieg der Osmanen

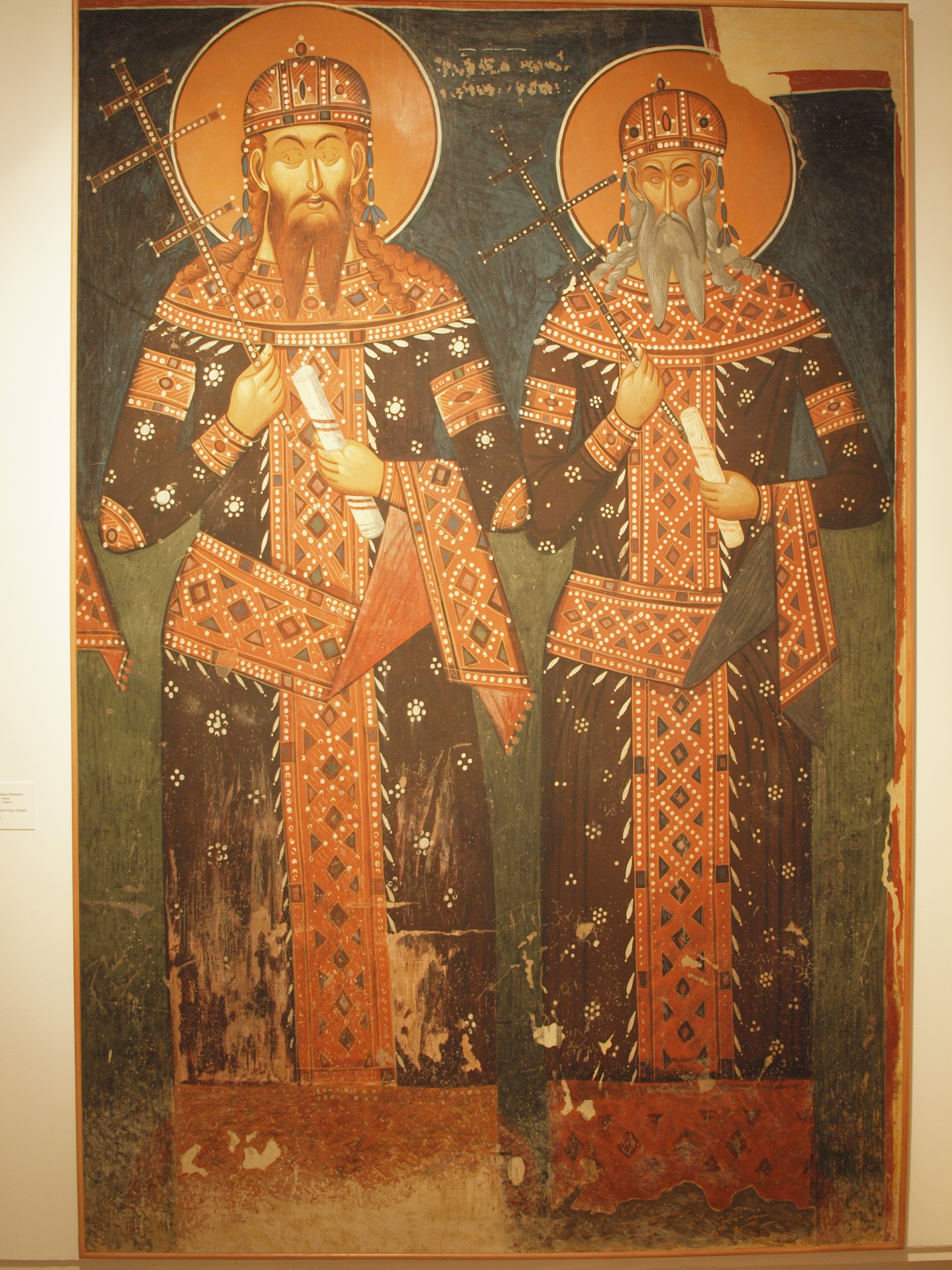
Freske Zar Stefan Uroš V und König Vukašin, Kloster Psača

Sein Sohn und Nachfolger Stefan Uroš V. (1355–1371), genannt der Schwache, konnte das Reich nicht zusammenhalten. Die Feudalherren wurden immer unabhängiger, manche spalteten sich – teils mit Hilfe äußerer Rivalen Serbiens – völlig ab, andere erkannten Uroš zwar nominell an, gebärdeten sich aber auf ihren Gebieten wie souveräne Herrscher, ließen Münzen prägen, nahmen Steuern ein etc. So hatte das Reich Anfang der 1360er Jahre große Gebiete im heutigen Albanien und Griechenland (Albanien, Epirus und Thessalien) verloren, in der Region Zeta (im Westen an der Adriaküste) hatte eine Familie Balšić die Macht, in Makedonien die Brüder Vukašin und Jovan Uglješa, bekannt als Mrnjavčevićs. Zeta und Makedonien befanden sich offiziell noch unter der Herrschaft Uroš’, der tatsächlich nur mehr Zentralserbien in seiner Hand hatte.
1365 bekam Vukašin Mrnjavčević den Königstitel und alle Rechte eines Mitregenten. Da Uroš V. kinderlos war, bedeutete das die Übergabe der Erbrechte und den Anfang vom Ende der Dynastie der Nemanjiden.
Die relativ kurze Zeit im 14. Jahrhundert, in der die serbischen Zaren einen großen Feudalstaat beherrschten, der sich von der Donau bis an die Küsten der Adria und der Ägäis ausdehnte, wurde im Nachhinein als Großserbisches Reich bezeichnet. Unter der jahrhundertelangen osmanische Herrschaft wurde das Serbische Reich zum Inbegriff eines serbischen Idealstaates, wobei gern vergessen wurde, dass das mittelalterliche Großserbien ein Vielvölkerreich war, das an die politische Tradition des byzantinischen Kaisertums anknüpfte, welches sich ebenso wie das im Westen als Universalmonarchie verstand.
Doch die Bedrohung durch die Osmanen verhinderte einen Machtkampf. 1371 besiegten die Osmanen die Serben in der Schlacht an der Marica (einem Fluss im heutigen Bulgarien). Diese Schlacht ist im Bewusstsein der Serben weniger präsent als die durch Legenden verklärte Schlacht auf dem Amselfeld (Kosovo Polje), war aber mindestens so entscheidend für das weitere Schicksal Serbiens. Die Mrnjavčevićs fielen in der Schlacht, Uroš V., der nicht teilgenommen hatte, starb unerwartet zwei Monate später.
Die Osmanen überließen zunächst das eroberte Territorium den lokalen Herrschern, von denen sich einige unterwarfen. So wurde auch Kraljević Marko, der Sohn von Vukašin Mrnjačević, zu einem Vasallen des osmanischen Sultans Murad I. Obwohl er für den Sultan kämpfte, wurde er eine der zentralen Figur der serbischen Folklore, die sich ihrem Beherrscher nur widerwillig unterordnet.

## Aufstieg der Lazarevići und Brankovići

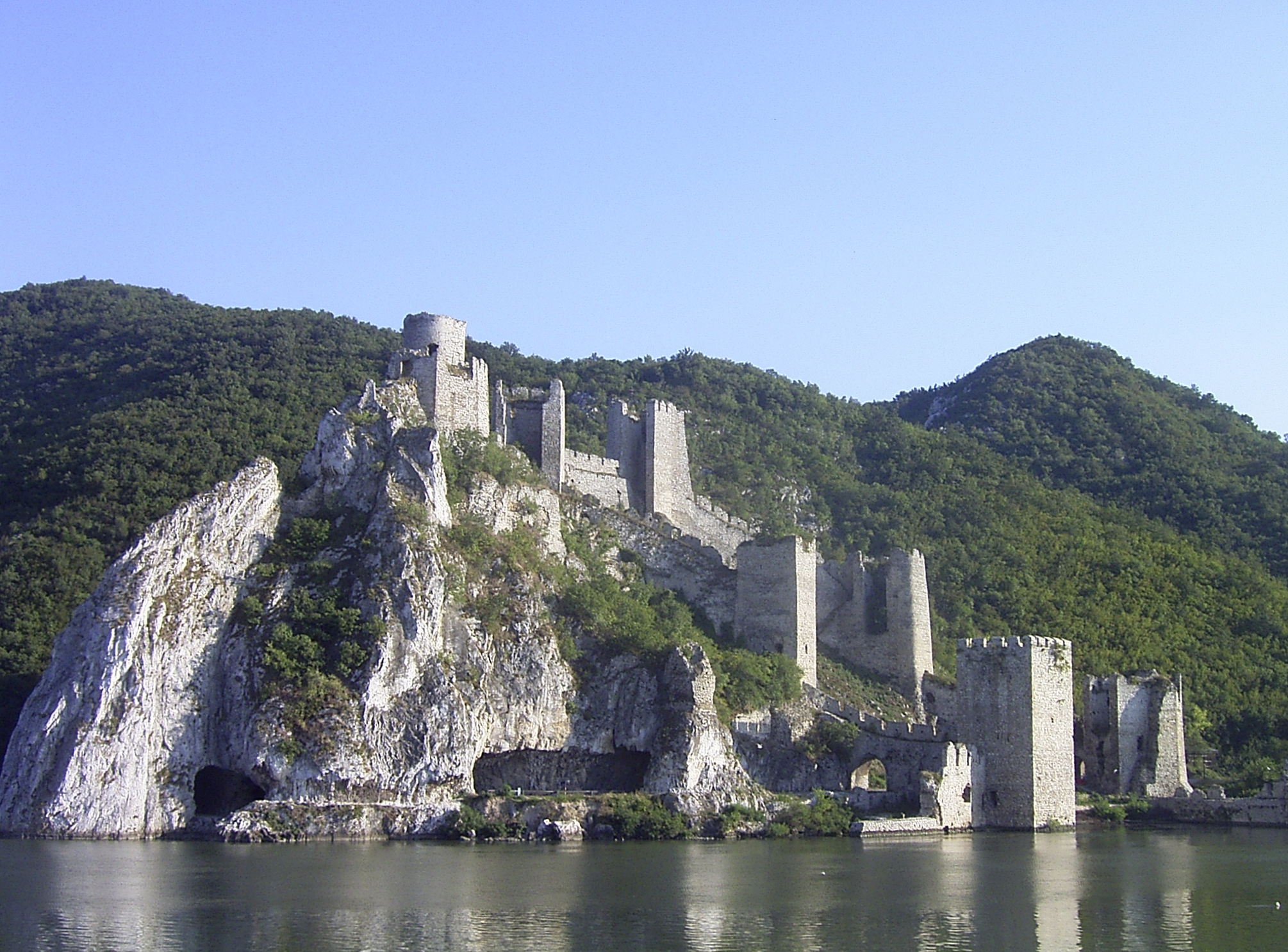
Festung Golubac

Das Territorium, das sich unter der Kontrolle der Osmanen befand, war unter verschiedenen Feudalherren aufgeteilt. Zeta hatte weiterhin die Familie Balšić. Teile Rasziens, des Kosovo und Nordmakedoniens gehörten Vuk Branković, Zentralserbien und Teile des Kosovo hatte Lazar Hrebeljanović in seiner Hand. Dieser Lazar wurde durch den Gewinn von Gebieten, die er gemeinsam mit dem bosnischen Ban Tvrtko I. dem Župan Nikola Altomanović abrang, bald zum mächtigsten unter den Feudalherren und sollte schließlich zu einer der wichtigsten Figuren werden.
Durch geschickte Heiratspolitik – er selbst heiratete eine Nachfahrin der Nemanjiden – gelang es ihm, seine Stellung zu festigen und Allianzen zu schließen. Dabei stand das Bestreben im Vordergrund, die ehemals serbischen Länder gegenüber dem drohenden Ansturm der Osmanen zu konsolidieren. Er war dabei vorsichtig genug, Ban Tvtrko dessen selbst verliehenen Titel König der Serben und Bosniens nicht abzusprechen, obwohl er sich selbst Herrscher aller Serben nannte.
Ein wichtiger Schritt zur Konsolidierung der bedrohten Gebiete war die Aufhebung des Kirchenbanns über die abgespaltene serbische Kirche, die Lazar 1375 erwirkte. Auch die Aufnahme von Flüchtlingen aus den osmanisch kontrollierten Gebieten – unter ihnen viele Vertreter der Kirche und der Intelligenz – bedeutete eine Stärkung seiner Position. Auf die Unterstützung der Kirche konnte er rechnen, da ihre Vertreter in ihm den großen Hoffnungsträger für eine Wiedervereinigung der serbisch-orthodoxen Gebiete sahen.
Unterdessen begannen die Osmanen, nachdem sie einige Zeit mit der Konsolidierung ihrer Herrschaft in den gewonnenen Gebieten Bulgariens und Makedoniens beschäftigt gewesen waren, Mitte der 1380er Jahre Serbien selbst anzugreifen. 1386 eroberten sie die wichtige Stadt und Feste Niš, doch schon 1387 gelang es den Serben, eine osmanische Heeresabteilung unter Lala Şahin bei Pločnik vernichtend zu schlagen. Es war abzusehen, dass es zu einer entscheidenden Schlacht kommen müsse.

### Schlacht auf dem Amselfeld

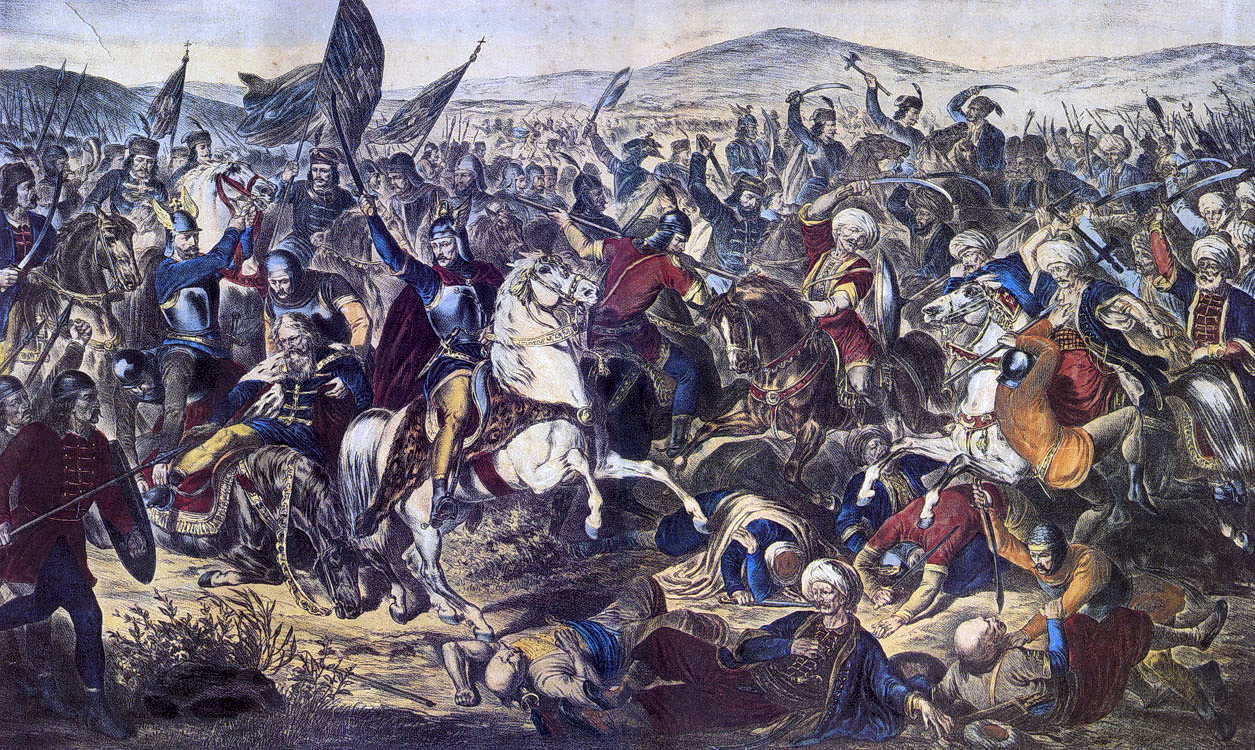
Die Schlacht auf dem Amselfeld (1389)

Am 15. Juni 1389 (nach Julianischem Kalender am 28. Juni, dem St.-Veits-Tag oder Vidovdan), trafen Serben und Osmanen in der Schlacht auf dem Amselfeld (Kosovo polje) aufeinander. Beide Seiten waren gut gerüstet: Sultan Murad I. führte seine Truppen selbst an und brachte seine beiden Söhne mit, Lazar hatte die Unterstützung von Vuk Branković und der Männer des bosnischen Königs Tvrtko I. Über die Schlacht selbst ist wenig bekannt, außer dass neben vielen anderen auch die beiden Anführer umkamen. Der Ausgang der Schlacht war zunächst unklar. In Europa verbreitete sich das Gerücht über eine Niederlage der Osmanen. Erst später, im Licht der darauf folgenden Ereignisse, gingen die Interpretationen in die Richtung einer Niederlage der serbischen Seite, da die Serben größere Verluste erlitten und im Gegensatz zu den Osmanen kaum mehr Ressourcen für weitere Auseinandersetzungen hatten.
Dies war auch Lazars Witwe Milica klar und deshalb blieb ihr nichts anderes übrig, als sich den Forderungen von Murads Sohn und Nachfolger Bayezid I. nach Unterwerfung zu beugen. Serbien wurde zum Vasallenstaat der Osmanen. Doch auch in diesem musste sich Lazars Clan erst gegen die anderen Feudalherren behaupten, zumal Lazars Sohn Stefan Lazarević 1389 noch zu jung war, um die Nachfolge anzutreten. Milica beauftragte gelehrte Mönche mit dem Verfassen einer Vita Lazars, die eine Heiligsprechung vorbereiten und begründen sollte. Ein wichtiger Grund dafür war, dass die Macht des Stefan Lazarević auf einer wesentlich sichereren Basis stand, wenn er einen Heiligen als Vorfahren vorweisen konnte. Damit begann die Mythenbildung um die Schlacht am Amselfeld und ihren Helden Lazar, die noch heute in den Konflikten um das Kosovo als fester Bestandteil des serbischen Selbstbewusstseins ihre Wirkung zeitigt.

### Serbisches Despotat der Lazarevići und Brankovići

Serbien im 15. Jahrhundert

Die baldige Heiligsprechung Lazars konnte seinem Sohn zwar die führende Position im Vasallenstaat sichern, dennoch musste Stefan Lazarević, als er die Volljährigkeit erreicht hatte, zunächst mit seinen Männern Sultan Bayezid militärische Unterstützung leisten. Er verhalf ihm 1396 zum Sieg gegen die Kreuzfahrer bei Nikopolis und war 1402 bei der Niederlage gegen die Mongolen in der Schlacht bei Ankara (Ankara) dabei. Der Sultan wurde dort gefangen genommen, Stefan jedoch nutzte die Chance, um der osmanischen Herrschaft zu entkommen.
Er ließ sich vom byzantinischen Kaiser Manuel II. den Titel Despot (im damaligen Byzanz der höchste Herrschertitel nach dem des Kaisers) verleihen und kehrte nach Serbien zurück, wo er seinem Land unter ungarischer Oberherrschaft zu einer letzten Blütezeit verhalf. Von den Ungarn bekam Stefan – vor allem im Donauraum und in Südungarn – Gebiete dazu, unter anderem auch Belgrad, das er zur neuen Hauptstadt ausbaute. Nach heftigen Bruderkämpfen, sowohl im serbischen als auch im osmanischen Herrscherhaus, schloss Stefan einen Friedensvertrag mit dem neuen Sultan Mehmed I., der es ihm ermöglichte, den Großteil der serbischen Länder noch einmal zu vereinigen.
Stefan Lazarević ist nicht nur als Ritter, sondern auch als humanistisch gebildeter Gelehrter und Dichter in die Geschichte eingegangen, der Serbien den Weg vom Feudalstaat, zu einem an den Idealen von Humanismus und Renaissance orientierten Staat gewiesen hat, in dem besonders die Städte und der Handel einen Aufschwung erlebten. Vor der in späterer Interpretation als bloße Fremdherrschaft und jahrhundertelange Unterdrückung empfundenen Osmanenzeit wurde der Glanz dieser Epoche wohl als besonders stark empfunden.

#### Wirtschaftlicher und kultureller Aufschwung

##### Kulturelle Blüte

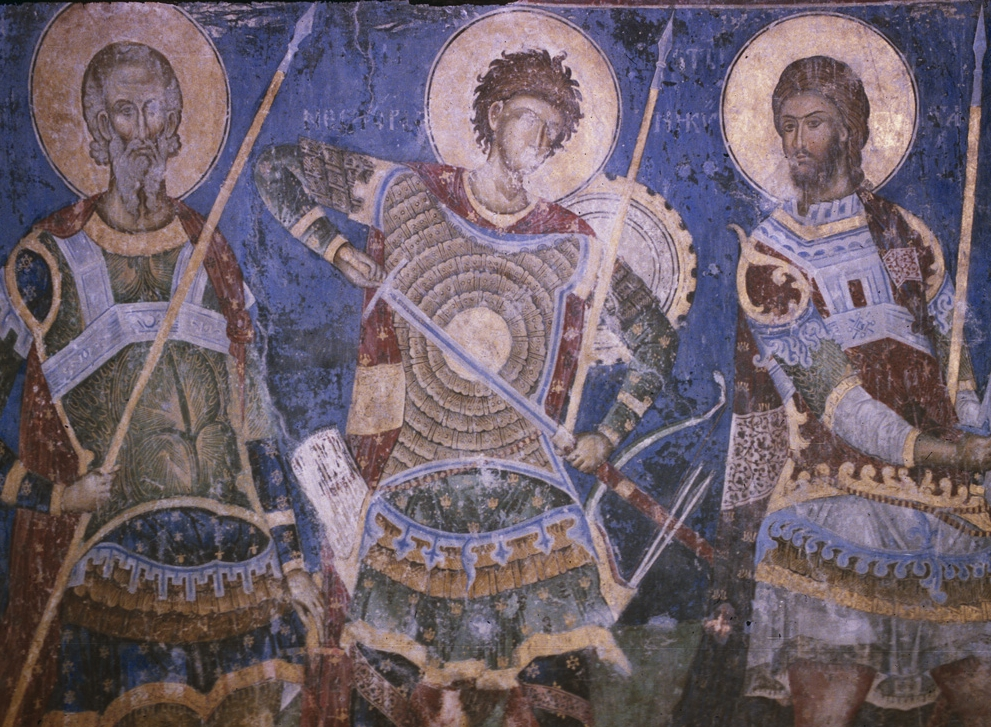
Darstellung der Heiligen Krieger, Klosterkirche Manasija, um 1415. Die häufige Darstellung der Heiligen Krieger auf Fresken des späten 14. und frühen 15. Jahrhundert versinnbildlicht die von militärischen Gesichtspunkten geprägte Epoche. Waffen und Rüstung entsprechen der damaligen Ausstattung, rechts der Hl. Nikolaus mit Krummsäbel.

Trotz der negativen Vorzeichen durch einen doppelten Vasallenstatus gegenüber Ungarn und den Osmanen war das Zeitalter des Despotats Stefans durch ökonomische Prosperität auch eine kulturelle Blütezeit, die auch in der Emigration bedeutender Künstler und Gelehrter aus dem sogenannten byzantinischen Commonwealth nach Serbien geschuldet wurde, gekennzeichnet. Stefan selbst konnte seine Kapitale von Kruševac nach Belgrad verlegen und leitete eine fundamentale Erneuerung der auf antiken römisch-byzantinischen Fundamenten gebauten Stadt ein. In Belgrad entstand mit der Festung von Belgrad die neben Konstantinopel bedeutendste mittelalterliche Wehranlage der Balkanhalbinsel, die selbst den massiven Angriffen von 1456 als einziger umkämpfter Stützpunkt den Osmanen nicht vor dem 16. Jahrhundert in die Hände fallen sollte. Stefans Mausoleum in dem ab 1409 als exemplarisch für die damals hochentwickelte Wehrarchitektur Serbiens errichteten Wehrkloster Manasija war gleichzeitig das letzte Zentrum der mittelalterlichen serbischen Literatur, als deren Hauptvertreter der bulgarische Emigrant Konstantin Kostenecki eine als klassisch angesehene Vita des Despoten verfasste.
In der Architektur vollzogen sich bedeutende Veränderungen, die durch einen grundlegenden Typus einer Dreikonchenanlage zu einem vereinheitlichten byzantinischen Spätstil führten, dessen Besonderheiten im Design des Kirchenkörpers und der Fassadengestaltung wurden. Die Innovationen beruhten auf Vorbildern der Architektur im Zeitalter Zar Dušans sowie Thessalonikis und des Heiligen Berges Athos, wurden aber nicht mehr allein von den Angehörigen Herrscher-Dynastie gestiftet. Bauwerke der „Morava-Schule“ wurden von den höhergestellten feudalen Familien mit eigenen Stiftungen gegründet. Die architektonische Homogenisierung dieser spätbyzantinischen Kunst mit ihren polychromatischen Fassaden, dem mehrkuppeligen Aufriss mit hochstrebenden Tambouren und Kuppeln, übernahmen zudem auch Einflüsse des Westens.
Insbesondere erreichten aber die Freskenmaler ein Niveau, wie es seit fast zwei Jahrhunderten in der byzantinischen Kunst nicht mehr erreicht wurde. Die religiösen Darstellung der Fresken Manasijas sind durch die Pracht der höfischen Kultur am Hofe Stefans geprägt und spiegeln die Lebenswelt der Zeit in realistischen Darstellungen wider. In den ein Jahrzehnt später entstandenen Fresken im Kloster Kalenić erreichte die spirituelle Darstellung aus der Wirkung gedämpfter Farben und intimer Darstellung ihren Höhepunkt, die sich zu den Hauptwerken der europäischen Malerei zu Anfang des 15. Jahrhunderts stellt. Die Fresken Manasijas und Kalenićs sind zugleich die Höchstleistungen der Palaiologischen Renaissance analog der Tafelmalerei Rubljows, den Mosaiken der Chora-Kirche sowie den Fresken Mystras.

##### Wirtschaftliche Entwicklung
Die bedeutenden kulturellen Leistungen waren aber nur unter dem Gesichtspunkt einer florierenden Wirtschaft möglich. Diese basierte wie zuvor auf dem Silbererzhandel. Trat durch den osmanischen Erfolg 1371 ein empfindlicher Eingriff in die Abkommen über den Erzhandel im serbischen Königreich und den Handelshäusern Dubrovniks ein, was mit der Zersplitterung des serbischen Reiches in der Meidung der unsicheren Regionen den Handel einschränkte, so war durch den Krieg Venedigs gegen Genua auch der Gesamthandel im Mittelmeer betroffen. Eine Folge blieb der bis um 25 % gestiegene Silberpreis, welcher auch bis zum Abschluss der osmanischen Eroberungen verlieren würde. So kostete ein Pfund Silber (ca. 330 g) vorher 6 Dukaten und stieg danach auf 7,5 bis 8 Dukaten.
Der gestiegene Preis beeinflusste die ökonomischen Grundlagen der Metallproduktion und Silberminen wurden begehrte Anlageobjekte. Die Anzahl der neuen Silberminen in Serbien stieg dadurch und zu den schon existierenden Minen um die Lagerstätten des Kopaonik und des Einzugsgebietes der Drina wurden in Železnik (Kučevo), Rudište (Belgrad), sowie am Cer neue Minen eröffnet. In der geografischen Verteilung der Minen, die sich jetzt nicht mehr nur im Bereich Altserbiens und im Kosovo konzentrierten, entwickelte sich eine regional ausgewogene Ökonomie im Staatsgebiet. Nach Ausscheiden Kotors aus dem Wettbewerb übernahm Dubrovnik auch das alleinige Primat über den Erzhandel. Raguser Händler investierten in den Minen oder übernahmen die Schmelzen und organisierten die Produktion, was ihnen im Bergrecht zugestanden wurde. Der Import hochwertiger Güter nach Serbien wurde dadurch bewerkstelligt und für das Jahr 1422 wird ein geschätzter Warenimportwert von 130.000 Dukaten aus Dubrovnik veranschlagt. Einzelne große Handelshäuser in Dubrovnik hatten allein über den Zeitraum von 1426 bis 1432 3480 kg Silber nach Italien exportiert. Die Investition in den arbeits- und produktionsmittelintensiven Bergbau wurden zudem oft über Kreditvergabe ermöglicht, was zu einer Kreditkrise der serbischen Bevölkerung beitrug, aber insgesamt die Bedeutung des Kapitalmarkts für die Bergwerksökonomie verstärkte. Aufgrund der andauernden Kreditkrise wurde unter Đurađ Branković 1435 eine monetäre Reform notwendig, die den Tauschwert von 10 neuen zu 16 alten Dinaren regelte. Aufgrund der Verschuldung wurde der Dinar zudem im Gewicht abgewertet und fortan als Asper bezeichnet.
Mit dem Aufstieg des allgemeinen Handels kam es zur Gründung eines neuen Siedlungstyps: der trg (Marktplatz). Ein trg hatte zumeist das Privileg eine einmal jährlich stattfindenden Messe panadjur (aus dem byzantinischen Reich übernommen) abzuhalten. Viele spätere bedeutendere serbische Städte gingen aus einem trg hervor: unter anderem Zaslon (Šabac), Valjevo, Paraćin, Užice, Čačak – andere wurden erst durch die osmanischen Gründungen von Bazaaren zu städtischen urbanen Siedlungen transformiert. Mit dem Aufschwung des Metallhandels wurden auch die technischen Grundlagen der Metallurgie angespornt. Die Manufaktur von Bombarden und Glocken im Sandgussverfahren wurde vervollkommnet und die Arbeit serbischer Metallgießer ist in Moskau durch einen Hilandar-Mönch für den Fall der Einrichtung einer Uhr, die die Stunden anläutete, für 1404 belegt.

### Letzte Abwehrversuche gegen die Osmanen
Nach seinem Tod 1427 folgte ihm sein Neffe Đurađ Branković. Obwohl er gleich zu Beginn seiner Regierungszeit einige Gebiete an Ungarn und das osmanische Reich verlor, konnte er immer noch die Kräfte eines Gebietes mobilisieren, das von Donau und Save bis zur Adria reichte. Nachdem er Belgrad an die Ungarn zurückgegeben hatte, ließ er an der Donau eine neue Hauptstadt bauen – Smederevo, das bald den Ruhm eines neuen Konstantinopel erlangte.
1438 begann Sultan Murad II., dessen Vasall Đurađ war, mit massiven Angriffen auf serbisches Territorium. Đurađ setzte sich zunächst relativ erfolgreich zur Wehr. Nach der Schlacht bei Warna am 10. November 1444, in der die Ungarn unter Wladyslaw I. und dem Feldherren Johann Hunyadi gegen die Osmanen unterlagen, und der dritten Schlacht auf dem Amselfeld am 17.–19. Oktober 1448, in der Johann Hunyadi erneut gegen die von Murad II. befehligten Osmanen unterlag, wurde Serbien zur Pufferzone und zum Mediator zwischen diesen beiden Parteien.
Auch den Angriffen Sultan Mehmeds II., des Eroberers von Konstantinopel, leistete Đurađ noch Widerstand. Doch als 1456 mit Đurađ und Johann Hunyadi zwei wichtige Anführer des Widerstands gegen die Osmanen ablebten, war die Lage Serbiens trüber als jemals zuvor. Đurađs Nachfolger Lazar, der einzige seiner vier Söhne, der nicht von den Osmanen geblendet worden war, verstarb bereits im Januar 1458. Damit war Serbien ohne Führung. Mit der Einnahme Smederevos 1459 wurde Serbien Teil des Osmanischen Reichs und hörte als Staat für mehrere Jahrhunderte auf zu existieren.

## Osmanische Herrschaft
Die Osmanen eroberten Serbien unter dem Vorwand, dem Land Ordnung zu bringen, bis sich die politische Lage in Serbien stabilisiert hätte. Der Grund war, dass der damalige Gouverneur von Serbien, Mihailo Anđelović, gestürzt wurde, der wiederum der Bruder des osmanischen Großwesirs Mahmud-Pascha Anđelović war. Serbien wurde zum Sandschak Smederevo, das nach der osmanischen Einnahme von Belgrad 1521 zum Sandschak Belgrad umbenannt wurde. Die südlichen Gebiete wurden zum Sandschak Kosovo, die südwestlichen um das alte Raszien zum Sandschak Novi Pazar, das aber dem Vilâyet von Bosnien (1463 erobert) angeschlossen wurde, die Küstengebiete kamen zum Sandschak von Shkoder/Skutari. Damit wurden Fakten geschaffen, die kulturell und politisch bis heute fortwirken.

### Aufstände
Trotzdem brach der serbische Widerstand gegen die Osmanen immer noch nicht ab. Dieser konzentrierte sich in Südungarn, der späteren Vojvodina, wo Matthias Corvinus eine Art Militärgrenze errichtete. Dorthin übersiedelten viele Serben, die unter ihren Despoten oder Herzögen Autonomie erlangten, dafür aber für Ungarn vorwiegend gegen die Osmanen kämpfen mussten.
Die serbischen Despoten wurden von den ungarischen Königen nominell als die wahren Herren Serbiens ausgerufen. Mit dem osmanischen Sieg über Ungarn bei Mohács 1526 war auch das Ende des serbischen Fürstentums in Ungarn entschieden.
Die nächsten Jahrhunderte herrschten die Osmanen über Serbien. In dieser Zeit wurden manche serbischen Christen zu Moslems, doch blieb das serbische Nationalgefühl unter anderem durch die serbisch-orthodoxen Klöster erhalten.
In mehreren Aufständen versuchten die Serben, sich von der osmanischen Herrschaft zu befreien, die sie als schweres Joch empfanden. Der erste große serbische Aufstand begann in der Vojvodina 1593, der aber bis 1607 blutig niedergeschlagen wurde. Als die Habsburger die Osmanen aus Ungarn vertrieben (siehe Türkenkriege), wagten die Serben um 1689 nochmals einen Aufstand. Unterstützt von serbischen Aufständischen drangen die Truppen der Habsburger bis nach Sarajevo in Bosnien und Skopje in Mazedonien vor. Als sich jedoch die Österreicher zurückziehen mussten, folgten ihnen auch viele Serben, insbesondere diejenigen, die sich am Aufstand beteiligt hatten und nun die Rache der Osmanen befürchteten, darunter auch der serbische Patriarch Arsenije III. Crnojević. Es kam zu großen Flüchtlingsbewegungen, die in die serbische Geschichte als seobe (Wanderungen) eingingen.
Die Serben siedelten sich hauptsächlich in den zumeist entvölkerten Gebieten Südungarns an, einige kamen bis nach Budapest, in dessen Nähe zwei damals bedeutende serbische Siedlungen gegründet wurden: Szentendre nördlich und Ráckeve südlich von Budapest. Andere folgten dem Ruf der russischen Zarin Katharina der Großen und siedelten in der heutigen Ukraine, wo es zwei serbische Provinzen gab: Nova Serbia (russ. Нова Сербія) und Slovjanoserbia (Слов’яаносербія).

### Die kurze Herrschaft der Habsburger

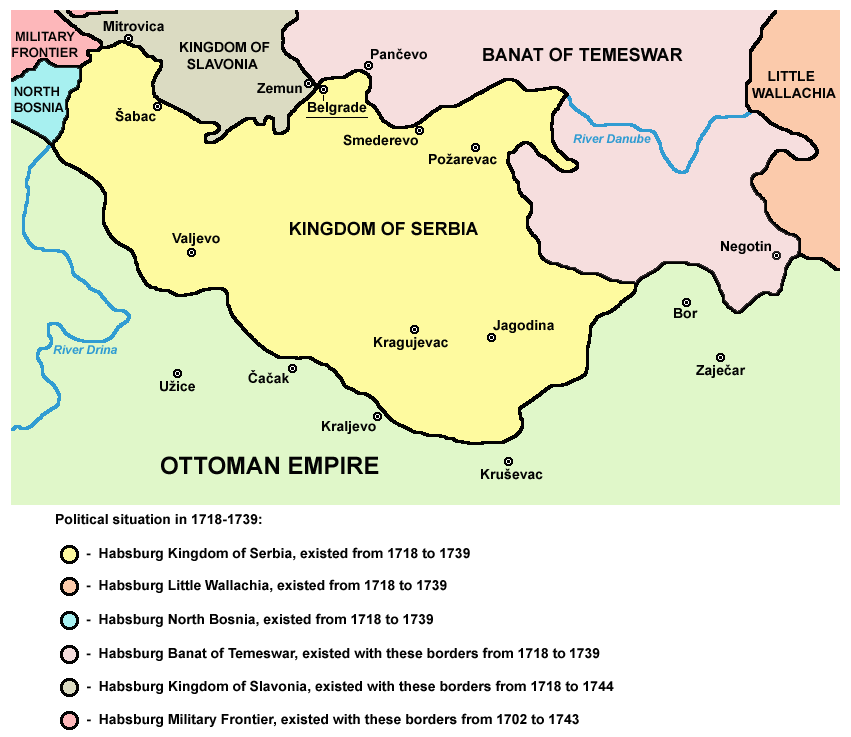
Serbien von 1718 bis 1739

Von 1718 bis 1739 war das serbische Gebiet nördlich der Save und westlich der Donau im Besitz des Hauses Österreich.
Es wurde 1718 von den Habsburgern erobert. Jedoch fiel es 1739 wieder unter osmanische Verwaltung.
Die einzigen beiden Herrscher waren General Odijer, der temporäre Administrator von 1718 bis 1720, und Karl Alexander. Er war der Gubernator von Belgrad und sogleich auch der restlichen Provinz.
In diese Zeit fallen erste Versuche, ein serbisches Nationalbewusstsein herauszubilden.

## Unabhängigkeit Serbiens

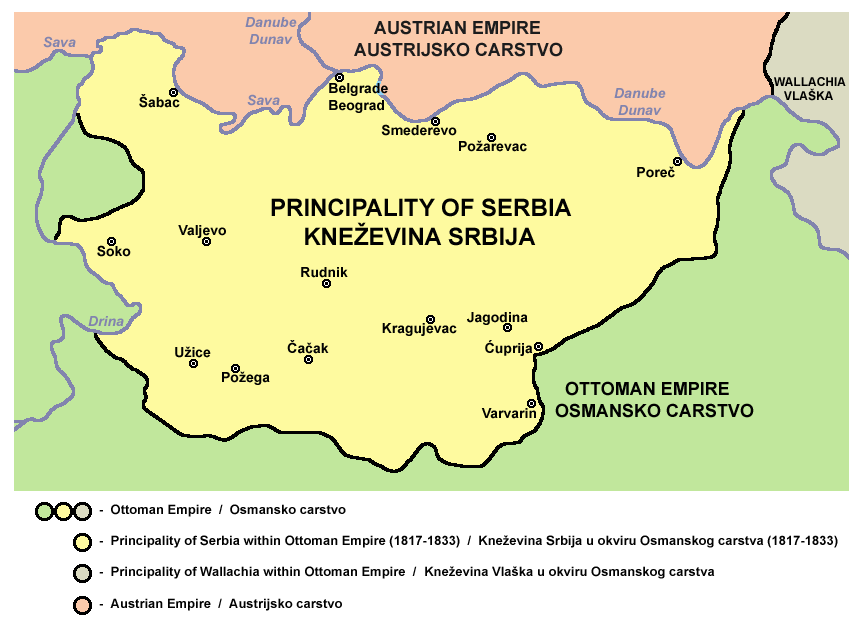
Serbien 1817–1833

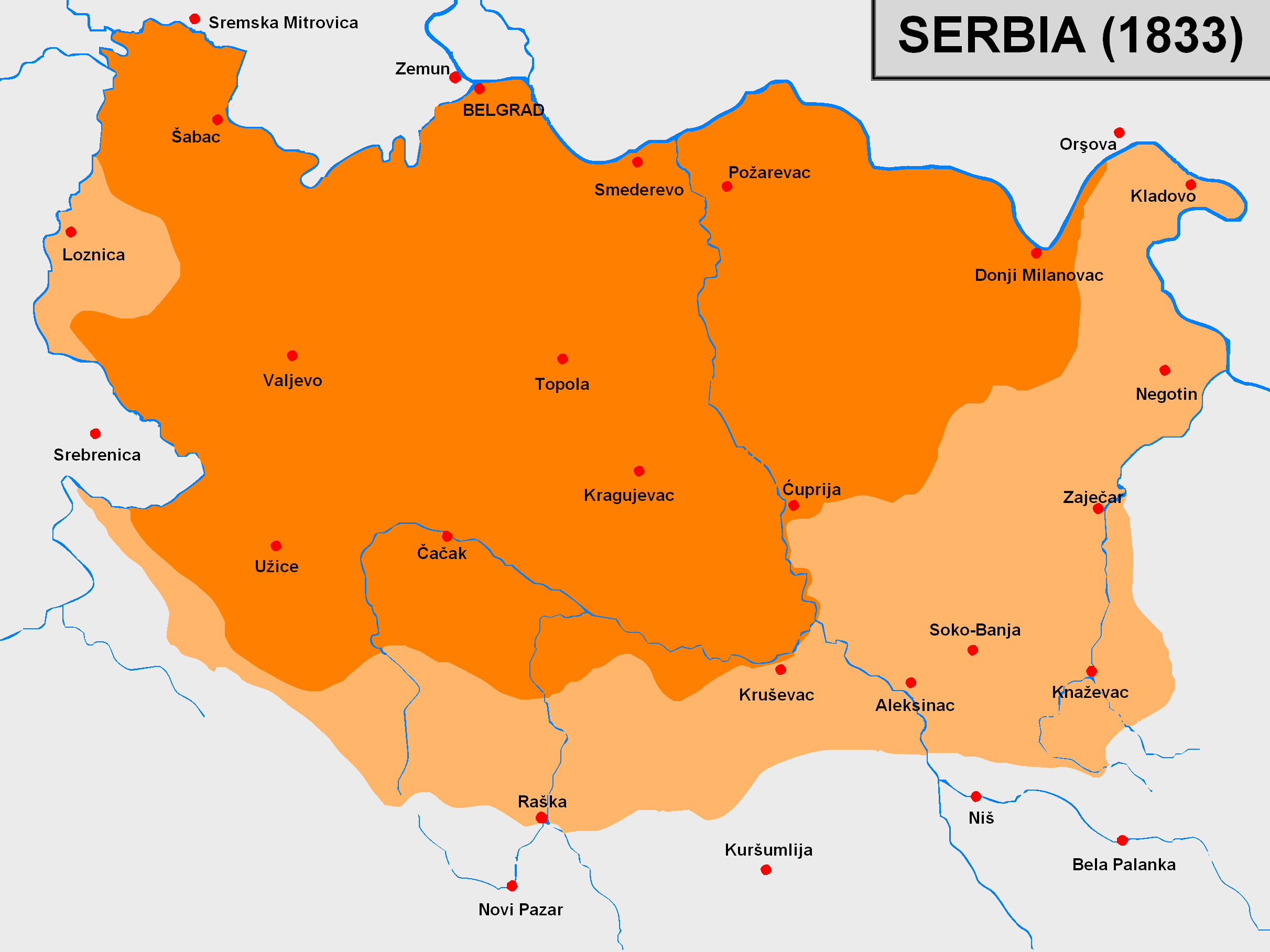
Serbien 1833–1878

### Erster Serbischer Aufstand
Nach der Eroberung Serbiens durch die Osmanen 1459 verschwand Serbien als eigenständiger Staat von der Landkarte.
Erst knappe 350 Jahre später gelang es den Serben unter Đorđe Petrović, genannt Karađorđe („Schwarzer Georg“), im Ersten Serbischen Aufstand (1804), weite Teile Serbiens zu befreien. Mit dem Aufstand reagierten serbische Revolutionäre auf das im Januar 1804 erfolgte osmanische Massaker an 72 serbischen Knezen (Dorfältesten). Im Laufe des Aufstandes wurden eine eigenständige serbische Regierung (Praviteljstvujušči sovjet serbski, deutsch etwa: regierender Rat der Serben) gebildet, ein serbischer Fürst gekrönt sowie ein Parlament (Skupština) und der Vorläufer der heutigen Universität Belgrad gegründet. Dieser Aufstand wurde jedoch 1813 von den Osmanen niedergeschlagen.

### Zweiter Serbischer Aufstand
1815 brach der Zweite Serbische Aufstand unter Miloš Obrenović, der das Haus Obrenović begründete, aus.
1816 unterzeichneten die Osmanen einen Vertrag zur Stabilisierung der Beziehungen mit den Serben.
1817 gelang es ihm, Ali Pascha zu einem ungeschriebenen Abkommen zu zwingen, welches den Zweiten Serbischen Aufstand beendete. Im selben Jahr kam Karađorđe nach Serbien zurück, jedoch wurde er auf Obrenovićs Befehl hin ermordet.

## Fürstentum Serbien

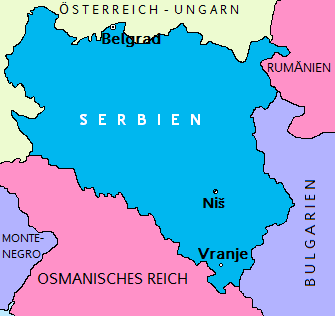
Serbien 1878–1912

Sultan Mahmud II. erkannte 1830 mit einer Urkunde Miloš Obrenović als obersten Knjas der Serben an. Im November 1833 wurden mit einer weiteren Urkunde die Autonomierechte des Fürstentums präzisiert.
1867 gelang es den Serben unter Fürst Mihailo Obrenović, die Osmanen in ihrem Fürstentum endgültig zu besiegen, womit Serbien de facto unabhängig wurde (de jure erst 1878). 1869 erhielt das Land eine liberale Verfassung. In der Folge bildeten sich die ersten Parteien, die jedoch der autoritären, durch Polizeimaßnahmen und willkürliche Ministerwechsel charakterisierten Regierung des Fürsten Milan IV. (ab 1882 als Milan I. König von Serbien) wenig entgegenzusetzen hatten.
Anfangs war das Fürstentum relativ klein; das Gebiet beschränkte sich auf das Paschaluk Belgrad, welches aber in den Jahren 1831 bis 1833 im Osten, Süden und Westen erweitert wurde. Durch den Berliner Kongress 1878 wurde die Unabhängigkeit des Fürstentums Serbien anerkannt. Zudem erhielt Serbien Gebiete im Süden (um Vranje, heute bekannt als Okrug Pčinja) zugesprochen.

## Eisenbahnbau unter imperialen Vorzeichen

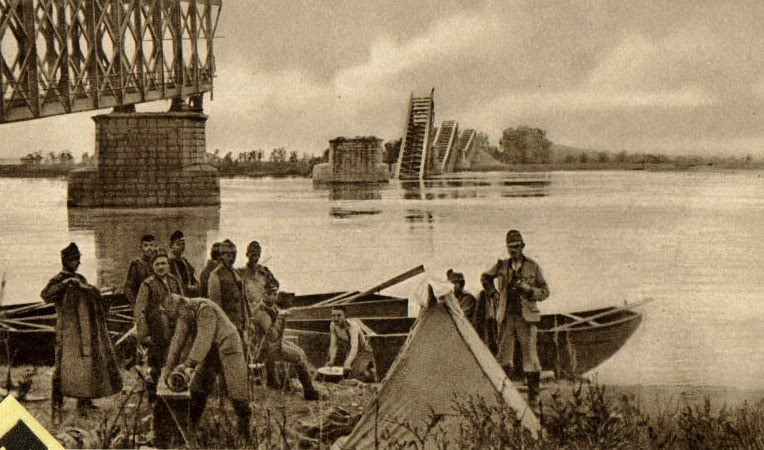
Die alte Eisenbahnbrücke über die Save blieb bis nach dem Ersten Weltkrieg einzige feste Landverbindung Serbiens gegenüber der Ungarischen Tiefebene. im Bild die Zerstörungen im Ersten Weltkrieg

Der Balkan bildete mit der Skandinavischen Halbinsel die letzte Region Europas, die durch den Bau von Eisenbahnen erschlossen wurde. Beide Halbinseln lagen im 19. Jahrhundert an den wirtschaftlichen Grenzräumen Europas, während der Eisenbahnbau in Skandinavien jedoch methodisch und friedlich und nach ökonomischen Gesichtspunkten der Region vorangetrieben wurde, so verblieb die Balkanhalbinsel ein Pfand imperialer Entwürfe und nationaler Ambitionen. Die Ungarischen Eisenbahnen erreichten nach Mitte des 19. Jahrhunderts in Galizien, Transsylvanien und Kroatien die Außengrenzen des k.u.k. Imperiums. Darüber hinaus lagen Serbien, Rumänien und das Osmanische Reich.
Bis 1860 war noch kein Kilometer Schiene südlich Save und Donau gebaut worden. Erst in diesem Jahr begann mit einer Stichbahn in der Dobrudscha und sechs Jahre darauf in Bulgarien der Bau von Schienenwegen im osmanischen Gebiet.
1855 hatte der Sultan die Konstruktion eines Schienenweges von Konstantinopel über Sofia nach Belgrad vorgeschlagen. Es dauerte 14 Jahre, bis dieser Vorschlag von Baron Hirsch, einem bayrischen Finanzier, aufgegriffen wurde. Er plante eine Verbindung zwischen Konstantinopel und dem österreichischen Eisenbahnnetz. Die Trassierung wurde unter Umgehung Serbiens geplant. Von Sofia aus sollte die Strecke westlich über Niš nach Priština und von dort über Novi Pazar und Banja Luka verlaufen. Ebenso sollten Sarajewo und die Save angebunden werden. Die Kontrolle der Eisenbahn wäre damit gänzlich von den Serbien benachbarten Großmächten ausgeübt worden, die diese Trassierung unter wirtschaftlichen und militärischen Gesichtspunkten vorantrieben. Als Gesellschaft zum Betrieb der Bahn gründete Baron Hirsch die Compagnie des Chemins de fer Orientaux, im deutschen Sprachraum auch als Orientbahn bezeichnet. Die Abschnitte zwischen Konstantinopel und Belovo, etwa 80 km östlich von Sofia sowie die sogenannte Sandschakbahn zwischen Banja Luka und Dobrljin waren bis 1874 fertiggestellt. Die schwierigen Geländeverhältnisse und vor allem der Aufstand in der Herzegowina 1875 sowie nachfolgend der Montenegrinisch-Osmanische und der Serbisch-Osmanische Krieg verzögerten und unterbrachen den Weiterbau. Im Ergebnis des Krieges und des Berliner Kongresses wurde Serbien um Gebiete vergrößert, die eigentlich auf der geplanten Trasse von Baron Hirschs Orientbahn lagen und Österreich-Ungarn besetzte Bosnien und Herzegowina. Der Orientbahn verblieben nur mehr die bereits fertigen Abschnitte außerhalb Serbiens und Bosniens.
Diesmal übernahm Österreich das Patronat der Eisenbahntrassierung, und man wählte die Route über die Morava zwischen Niš und Belgrad, womit Serbien ins internationale Eisenbahnsystem integriert wurde. Der serbische Abschnitt wurde von einer französischen Privatgesellschaft erbaut, die nach diversen Finanzproblemen 1889 durch die neugegründete Serbische Staatsbahn (ŽS) abgelöst wurde. 1888 nahm der erste Orient-Express zwischen Wien und Konstantinopel seine Fahrt auf, über die Trasse Budapest-Belgrad wurde praktisch der gesamte Aus- und Einfuhr Serbiens getätigt. Die Save-Eisenbahnbrücke blieb bis nach Ende des Ersten Weltkrieges die einzige feste Verbindung zwischen Serbien und Österreich-Ungarn. Sie machte serbische Ausfuhren von der Eisenbahntrasse abhängig. Nachdem Österreich-Ungarn Serbien nicht zum Eintritt in eine gemeinsame Zollunion bewegen konnte, brach die KuK Monarchie zum 22. Januar 1906 alle Gespräche darüber ab. Zum 23. Januar 1906 wurden Ein- und Ausfuhr von serbischen Vieh, Fleisch und Geflügel untersagt, alle Handelsprivilegien kassiert. Zum 25. Januar verbot Serbien seinerseits Transport und Einfuhr von Zucker und Spiritus aus Österreich-Ungarn, womit der Zollkrieg – als sogenannter Schweinekrieg – angenommen wurde. Serbien musste seine Exporte nun in die gegengerichtete Richtung über den Hafen von Thessaloniki umleiten. Mit der osmanischen Hafenbehörde wurde eine Vereinbarung über eine serbische Freihandelszone, wo Güter nicht über See, sondern per Schiene transportiert wurden, vereinbart. Ein Ersuchen Österreich-Ungarns gegenüber der Hohen Pforte alle Ausfuhren Serbiens über Thessaloniki einzustellen, wurde am 16. Dezember 1906 abgelehnt.
Österreich-Ungarn, das seinerseits im Transit zum Osmanisches Reich vom serbischen Gebiet abhängig war, konnte in einer von Alois Lexa von Aehrenthal am 27. Januar 1908 vor den ungarischen Delegierten verkündeten Rede die Konzession zu Trassenstudien im Bau der Sandschakbahn zur Umfahrung des serbischen Staatsgebietes vorlegen, was unmittelbar in eine Krise der Europäischen Großmächte führte, da dies als Versuch der Hegemonialstellung auf der Balkanhalbinsel, gewertet wurde. Die sich als hochbrisant herausstellende Rede Aerenthals vor den Ungarischen Delegationen erreichte ein außenpolitisches Echo, wie sie sonst nur den großen außenpolitischen Reden Bismarcks eigen war. Serbien antwortete unmittelbar mit dem Projekt der Donau-Adria-Bahn, um einen eigenen unabhängigen Adriazugang über Albanien zu erzwingen.
Baron Hirschs Route durch den Sandschak Novi Pazar war somit nicht vergessen, sie lebte unter imperialen Vorzeichen wieder auf und Österreich-Ungarn arbeitete noch bis tief in den Ersten Weltkrieg daran, die Bosnische Ostbahn mit dem Osmanischen Terminus in Kosovska Mitrovica zu verbinden. Unter den frühesten osmanischen Projekten befand sich eine dem Tal des Vardar folgende Route von Thessaloniki nach Skopje. Anfang der 1870er Jahre vollendet, wurde sie bis Kosovska Mitrovica in den Kosovo weitergeführt. Gleichzeitig wurde die nördliche Trasse zwischen der ungarischen Grenze nach Banja Luka und Sarajewo vollendet. Trotz großer topographischer Hindernisse konnte diese bis zur nördlichen Grenze zum Sandschak als Schmalspurbahn ausgeführt werden. Nur noch 160 km trennten nun den Endpunkt der Bosnischen Ostbahn bei Uvac und den Terminus der Thessaloniki-Trasse bei Kosovska Mitrovica. Nördlich dieser noch ausstehenden Verbindungstrasse lag Serbien, südlich Montenegro. Diese verfolgten ein konkurrierendes Vorhaben bei der für die Serbischen Eisenbahnen eine Adriabahn strategische Priorität hatte, die über die Südost-Dinariden die Anbindung Serbiens an die Adria und Montenegro zum Ziel hatte. Diese konkurrierenden Eisenbahntrassierungs-Vorhaben bildeten eine der wesentlichen diplomatischen Verstrickungen zwischen Österreich-Ungarn und dem Osmanischen Reich einerseits und Serbien und Montenegro andererseits in der ersten Dekade des 20. Jahrhunderts. Die geplante Verbindung der osmanischen und bosnischen Bahnen wurde jedoch aufgrund der Balkankriege nie vollendet und der Sandschak wurde 1912 zwischen Serbien und Montenegro aufgeteilt.
Alles in allem waren für den Bau der Eisenbahntrassen auf der Balkanhalbinsel nie ökonomische Gesichtspunkte vordergründig, dagegen wurden aber immer strategische Erwägungen zu ihrer Einrichtung offen vorgetragen. Österreich-Ungarn versuchte bis 1914, Serbien davon abzuhalten, eine Adriaverbindung einzurichten. Gleichzeitig wurden die eigenen Trassen zwischen der Donauebene und Mittelmeer ausgebaut. Auch Dubrovnik und die Bucht von Kotor wurden von den Österreichischen Eisenbahnen erreicht. Eine Verbindung von Belgrad mit Kotor blieb in den 1890er Jahren der eigentliche Wunschtraum der Serbischen Eisenbahnen.
Insgesamt wird der Eisenbahnbau auf der Balkanhalbinsel im späten 19. Jahrhundert als ein Beispiel des wirtschaftlichen Imperialismus des Deutschen Reiches und seines Verbündeten Österreich-Ungarn betrachtet. Deutsches Kapital finanzierte zum Großteil die Orientbahn, und es bestand eine Vereinbarung zwischen Deutschland und dem Osmanischen Reich von 1903, die im Rahmen eines politischen Projektes eine Weiterführung nach Kleinasien als sogenannte Bagdadbahn vorsah. Mit ihrem Bau wurde zuerst an eine Neutralisierung Serbiens als Verbündeter Russlands und eine enge Anbindung des Osmanischen Reiches an Deutschland gedacht.

## Königreich Serbien
Nach dem Berliner Kongress wurde am 6. März 1882 das Königreich Serbien, mit König Milan I. proklamiert. Das Königreich war der Nachfolgestaat des Fürstentums Serbien.

### Bosnienkrise
1908 wurde Bosnien-Herzegowina von Österreich-Ungarn annektiert. Dies führte zu einem ernsten und dramatischen europäischen Konflikt, die sog. Bosnische Annexionskrise: Protest seitens des Osmanischen Reiches; Entrüstung in Serbien, das seine nationalen Pläne durchkreuzt sah und mit einer Mobilmachung antwortete; Russland stieß in der sogenannten Meerengenfrage (Öffnung des Bosporus und der Dardanellen) auf britischen Widerstand, sah sich von Österreich-Ungarn ebenfalls überspielt und stellte sich hinter Serbien; Großbritannien bestärkte nun Russland und forderte eine internationale Konferenz zur Klärung der bosnischen Frage, die aber von Österreich-Ungarn abgelehnt wurde; Italien sprach sich gegen eine Machterweiterung Österreich-Ungarns und zur Erhaltung des Status quo am Balkan aus; Frankreich hielt sich zurück, da es einer militärischen Kraftprobe noch nicht gewachsen zu sein glaubte; und das Deutsche Reich hielt fest zu Österreich-Ungarn, lehnte jedoch die Präventivkriegsabsichten des österreichischen Generalstabs zur sogenannten Abrechnung mit Serbien ab. Das Deutsche Reich warnte Russland vor Unterstützung Serbiens in der als Demütigung empfundenen „Petersburger Note“ und zwang es, auf Serbien einzuwirken, die Annexion anzuerkennen. Russland beabsichtigte jedoch, Serbien gegen jede zukünftige Drohung seiner Unabhängigkeit zu verteidigen.
Die Bosnienkrise löste die Mazedonienkrise ab. Schon im 19. Jahrhundert wurde Mazedonien zum bulgarisch-griechisch-serbischen Streitobjekt. Bulgarische, griechische und serbische Freischärler, die Komitadschi, Klephten und Tschetniks kämpften um Einfluss.

### Balkankriege

#### Erster Balkankrieg 1912
1912 vermittelte Russland ein Balkanbündnis zwischen Bulgarien, Griechenland und Serbien, dem sich auch Montenegro anschloss. Es kam im Oktober 1912 zum Ersten Balkankrieg. Mazedonien sollte laut einem nicht offiziellen Einverständnis zwischen Bulgarien und Serbien aufgeteilt werden. Bulgarien sollte den größeren Teil Mazedoniens bekommen, Serbien den Nordwesten sowie einen Zugang zum Meer durch Nordalbanien, das durch eine Unterstützung Bulgariens gedeckt werden sollte.
Die Offensive der Balkanstaaten begann am 17. Oktober 1912. Die serbische und die griechische Armee marschierte in Mazedonien ein, die bulgarische Armee in Thrakien. Die montenegrinischen Truppen spielten kaum eine Rolle. Die griechische Armee eroberte Saloniki, nachdem serbische Truppen die osmanischen in den Schlachten von Kumanovo (24. Oktober) und Monastir (5. November) besiegt hatten. Die bulgarische Armee siegte bei Kirk Kilissa und Lüle Burgas. Im November belagerte sie bereits Konstantinopel.
Eine Friedenskonferenz in London über den Jahreswechsel 1912/13 brachte keine Ergebnisse, da die Großmächte keinen Kompromiss zwischen ihren unterschiedlichen Interessen in der Region finden konnten. Am 23. Januar 1913 putschten sich die Jungtürken unter Enver Bey in Konstantinopel an die Macht und schlossen einen Waffenstillstand. Trotzdem hielten die Belagerungen an, bis auch İşkodra, Janina und Adrianopel kapitulierten.

#### Zweiter Balkankrieg 1913

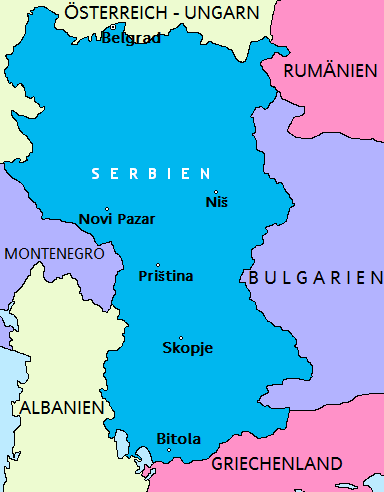
Serbien nach dem Zweiten Balkankrieg

Im Streit um die Grenzziehung in Mazedonien griff Bulgarien, seine Kräfte überschätzend, am 29. Juni 1913 Serbien und Griechenland an, um ein fait accompli zu schaffen; der Zweite Balkankrieg begann. Die bulgarische Armee wurde jedoch bei Bregalnica in Mazedonien geschlagen und konnte sich auch nicht gegen die Griechen durchsetzen. Am 10. bzw. 11. Juli traten auch Rumänien und das Osmanische Reich in den Krieg ein, was zum endgültigen militärischen Zusammenbruch Bulgariens führte. Ein Eingreifen Österreich-Ungarns wurde von seinen Verbündeten Deutschland und Italien verhindert. Im Frieden von Bukarest vom 10. August 1913 kam das heutige Nordmazedonien zu Serbien.

## Erster Weltkrieg
Aus den Balkankriegen ging Serbien als politisch gestärkte Macht hervor. Dies führte zu Spannungen mit der benachbarten europäischen Großmacht Österreich-Ungarn, das bereits 1908 Bosnien und Herzegowina annektiert hatte. Durch die Erfolge Serbiens und der Verbündeten, die das Osmanische Reich bis an den Rand Europas verdrängt hatten, befürchtete man in Wien, dass als Nächstes das Habsburgerreich mit einem Aufflammen nationaler Bestrebungen seiner slawischen Minderheiten zu rechnen habe.
Österreich-Ungarn hatte für den Sommer 1914 ein Großmanöver in Bosnien und Herzegowina anberaumt, das durch den österreichischen Thronfolger Franz Ferdinand abgenommen werden sollte. Nach Meinung des britischen Militärattachés in der britischen Botschaft in Wien sollte dieses Serbien als eine Lektion dienen. Das Manöver wurde mit einer vollständig gerüsteten Armee, als ob ein Krieg mit Serbien anstehe, bei dem ein Angriff Montenegros am rechten Flügel abgewehrt werden müsse, durchgeführt.
Am Vidovdan, dem Nationalfeiertag Serbiens am 28. Juni 1914, wurde durch den Gavrilo Princip, einen jungen Studenten serbischer Herkunft und Staatsangehöriger von Bosnien und Herzegowina, ein erfolgreiches Attentat auf Franz Ferdinand verübt. Princip war ein Mitglied der bosnisch-serbischen revolutionären Bewegung Mlada Bosna, von der schon während der Balkankriege bis zu 20.000 Freiwillige gekämpft hatten, davon jedoch nur ein geringer Teil aus der Habsburgermonarchie. Eine Fraktion dieser Bewegung plante nach Informationen der österreichischen Gendarmerie einen Aufstand innerhalb der Grenzen des Habsburgerreiches zur Unterstützung Serbiens, falls es zum Krieg kommen sollte. Die seit den Balkankriegen entlassenen Freiwilligen füllten gleichzeitig in voller Kampfausstattung die Cafehäuser Belgrads und warteten auf eine Konfrontation mit Österreich-Ungarn.
In der darauf ausbrechenden Julikrise versicherte das Deutsche Reich am 6. Juli die unbedingte Bündnistreue zu Österreich-Ungarn (Blankovollmacht) im Fall eines Krieges mit Serbien und Russland. Am 23. Juli stellte Österreich-Ungarn an Serbien ein Ultimatum, das bis zum Abend des 25. Juli angenommen werden müsse, in dem u. a. die Bekämpfung der gegen Österreich-Ungarn gerichteten Aktivitäten unter österreichisch-ungarischer Beteiligung und Bestrafung der Schuldigen gefordert wurde. Das scharf formulierte Ultimatum war derart gestaltet, dass selbst die deutsche Regierung nicht davon ausging, dass dieses für irgendeine Regierung annehmbar sei. Russland erklärte, auf Seiten Serbiens zu stehen.
Die serbische Regierung akzeptierte den größten Teil des Ultimatums, verwahrte sich jedoch gegen die Bedingung der Einschränkung der Souveränität Serbiens in Punkt 6 und beschloss die Teilmobilmachung der Armee. Woraufhin Österreich-Ungarn die Antwort Serbiens für „unbefriedigend“ befand und ebenfalls mit einer Teilmobilmachung begann.
Mit der Rückendeckung des Deutschen Reiches glaubte man in Wien schnell Fakten für eine Neuordnung des Balkans im österreichischen Sinne schaffen zu können. Am 28. Juli erfolgte die Kriegserklärung Österreich-Ungarns an Serbien. Russlands Mobilmachung zur Unterstützung Serbiens löste eine Reihe von gegenseitigen Ultimaten und Kriegserklärungen der europäischen Großmächte in der ersten Augustwoche aus. Mit dem deutschen Einmarsch in das neutrale Belgien am 5. August war der Weltkrieg unumkehrbar ausgebrochen.
Montenegro wurde öffentlich am 24. Juli von der Nachricht des Ultimatums unterrichtet. König Nikola versicherte Belgrad daraufhin, dass er Serbien beistehe.

### 1914
Der Krieg wurde in Serbien von der Bevölkerung mit der Losung eines heiligen Krieges für das Serbentum und Jugoslawentum begrüßt. Serbien konnte bei einer Bevölkerung von 4.500.000 Einwohnern eine große Armee von 707.000 Soldaten aufstellen. Auf das Schlachtfeld zogen vorerst aber nur 250.000 Soldaten: Montenegro hatte zuerst 38.000, dann 45.000 Soldaten mobilisiert.
Um einen religiösen Konflikt im Krieg zu vermeiden, in dem das katholische Habsburgerreich dem orthodoxen Serbenstaat gegenüberstand, wurde insbesondere in Bosnien und Herzegowina, wo sich die antiorthodoxe Stimmung der Katholiken und Muslime seit dem Attentat immer stärker bemerkbar machte, der Ausnahmezustand ausgerufen. Die Losung „Serbien muss sterbien“ fand sich dennoch als Flugblatt auf allen Tischen der Cafés in Sarajevo. In den an Serbien angrenzenden Gebieten des Habsburgerreiches wurde ein „Schutzkorps“ mit 11.000 Kämpfern organisiert, für Strafmaßnahmen gegen die serbische Bevölkerung. Viele Zivilisten der eigenen serbischen Bevölkerung wurden von der k.u.k. Armee ohne Gerichtsverfahren hingerichtet. Am 17. August 1914 kam es im serbischen Städtchen Šabac zu einem Massaker an den Bewohnern. Massenhinrichtungen gab es in den ersten Kriegstagen in zahlreichen nordserbischen Orten, die planmäßig und auf höheren Befehl hin erfolgten. Ermordungen von Zivilisten und verhafteten Serben wurden auch in Čelibiči an der Drina verübt. In Gefangenenlagern wurden alleine ins Lager Arad ab August 45.000 Serben der Habsburgermonarchie verbracht.
Die drei Armeen, die Österreich-Ungarn gegen Serbien aufstellte, umfassten die 5. und 6. Armee in Bosnien sowie Teile der 2. Armee in Syrmien. Das Serbische Heer war in drei Armeen gegliedert, zusätzlich dazu noch der Užice Korpus, sowie die Verteidigung Belgrads. Den Oberbefehl übernahm der Thronfolger Prinz Alexander I., der Leiter des Stabes war Radomir Putnik, sein Stellvertreter Živojin Mišić. Die Armee Montenegros sollte formell nach einem abgesprochenen gemeinsamen Plan operieren, den Putnik entworfen hatte.

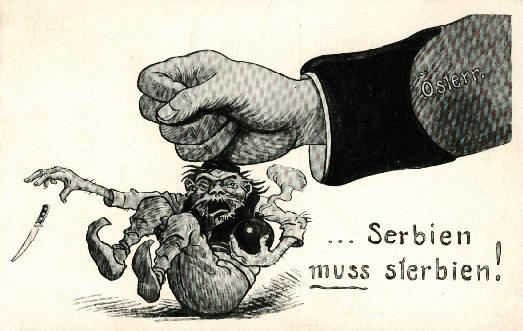
Kriegspropaganda gegen Serbien, 1914

In drei Offensiven der österreichisch-ungarischen Armee gegen Serbien im August, September und November/Dezember 1914 versuchte das Habsburgerreich das an Soldaten und Ressourcen weit schwächere Serbien niederzuwerfen.
Der überraschende serbische Erfolg in der Schlacht von Cer vom 16. bis 24. August bildete den ersten Sieg der Alliierten und offenbarte die operativen Probleme der österreichischen Armee, die gleichzeitig zum Balkanfeldzug der Gefahr, die aus der Mobilisierung der russischen Armee an der Ostfront erwachsen war, gegenüberstand. So waren die 5. und 6. k.u.k. Armee zwar nominell der vereinten serbischen Armee mit den Teilstreitkräften der 1., 2. und 3. Armee deutlich überlegen, jedoch führte die k.u.k.-Armee die Operation fast ausschließlich über die unwegsamen Gebirgsregionen Bosniens durch. Diesem Vorgehen stand jedoch keine adäquate Transportinfrastruktur mit ausreichenden Versorgungstrassen zur Verfügung, da beispielsweise die Bosnische Ostbahn ein Torso geblieben war und keine große operative Bedeutung in einem Großkrieg besaß.
Für die Besetzung der serbischen Gebiete hatte der Befehlshaber der Balkanarmee Oskar Potiorek im Nachgang der Armeen spezielle Einheiten aufgestellt, die die serbischen Gebiete zu verwalten hatten. Dabei sollten Polizeistationen in allen Ebenen von muslimischen Bosniern geleitet werden. Ein weiterer Plan Potioreks sah vor, nach Aussiedlung der Serben im Unterlauf der Drina (Podrinje) auch hier Bosnische Muslime an deren Stelle anzusiedeln.
Nachdem der Feldzug vorerst gescheitert war, musste Potiorek beim Generalstabschef Franz Conrad von Hötzendorf mehrmals die Erlaubnis erbitten, auch einen Teil der 2. Armee nutzen zu dürfen. Diese sollte hauptsächlich an der Ostfront in Galizien zum Einsatz kommen und stand daher Potiorek nicht im vollen Umfang zur Verfügung. Schließlich konnte Potiorek nur auf persönliche Einflussnahme von Kaiser Franz Joseph I. einen Teil der 2. Armee für seine Balkanarmee abzweigen.
Nachdem die erste österreichisch-ungarische Offensive abgewehrt worden war, unternahm die serbische Armee ihrerseits unter Druck der verbündeten Alliierten zur Entlastung der weiteren Fronten eine Gegenoffensive. So wurde die 1. serbische Armee nach Syrmien beordert, und mit vereinten Kräften der montenegrinischen Armee war man nach Bosnien eingedrungen, was Potiorek ab dem 6. September veranlasste, wieder die Initiative zu ergreifen. Der zweite Feldzug an der Balkanfront wurde in der Schlacht an der Drina am Mačkov kamen im Jagodnja-Gebirge entschieden und endete für beide Seiten mit hohen Verlusten.
Nachdem die zweite Offensive in einen Stellungskrieg gemündet war, versuchte Potiorek in der bedeutendsten Offensive der Balkanfront, der Schlacht an der Kolubara, Serbien endgültig zu unterwerfen. Dabei brachte der Vorstoß der 5. und 6. Armee die serbische Armee an den Rand der Niederlage. Als Živojin Mišić die Leitung der 1. Armee vom verwundeten Petar Bojović übernommen hatte, nahm er unter Missachtung eines ausdrücklichen Befehls Putniks eine operative Rücknahme zur Auffrischung der Reserven und Munition vor. Währenddessen schickte sich Potioreks 5. Armee an Belgrad einzunehmen, welches durch das Zurücknehmen und Verkürzung der Front dem Angreifer überlassen wurde. In einer von Mišić nun für Potiorek völlig überraschenden Offensive entsetzte er die am Rand der Niederlage stehende serbische Armee. Er führte die 1. Serbische Armee gegen die überlegene 6. Armee Österreich-Ungarns, die dessen ungeachtet auf das linksseitige Ufer der Kolubara zurückgenommen werden musste. Potiorek versuchte den unkoordinierten Rückzug der 6. Armee noch aufzuhalten, indem er die 5. Armee eilig aus Belgrad zurückholte, jedoch war es dafür schon zu spät, da diese von der 2. und 3. Serbischen Armee geschlagen worden war. Damit war der Krieg in Serbien vorerst entschieden. Mit dem Sieg an der Kolubara hatte sich Serbien auch ein stärkeres Mitspracherecht bei den Kriegszielen der Alliierten erkämpft.
Diese Kriegsziele wurden in einigen Schlüsselelementen hervorgehoben. Zuerst von Alexander I. am 4. August 1914, dann in der Zirkularnotiz vom 4. September und schließlich in der Nišer-Deklaration des Serbischen Parlamentes vom 7. Dezember 1914. Das Ziel war in einem historischen Ideal in der Vereinigung mit den „Brüdervölkern“ – Serben, Kroaten und Slowenen definiert worden. Ein alternatives Ziel einer einfachen Vereinigung der štokavisch sprechenden Bevölkerungsteile zu einem Großserbien wurde dagegen in keinem Programm als klares Ziel formuliert. Nur in Kreisen der Schwarzen Hand fanden sich Artikel, die ein solches Projekt befürwortet hätten. Ein genereller Plan für ein Großserbien bestand damit nicht, jedoch wurden Elemente eines solchen von Vertretern ausländischer Regierungen in den Raum gestellt. Edward Grey übermittelte am 3. Mai 1915 der serbischen Regierung die Note, dass der Sieg der Entente Serbien zumindest um Bosnien und Herzegowina, sowie in einem breiten Zugang zur Adria in Dalmatien vergrößern würde. Zur Föderation mit Kroatien sollten jedoch die Kroaten selbst die Entscheidung treffen. Letztlich wurde Serbien aber nur zugesichert, dass es einen Adriazugang bekommen sollte, ein Großserbien sahen die verbündeten Entente-Mächte nicht vor. Für die föderative Verbindung Serbiens und Kroatiens wurde mit Frano Supilo, dem Bildhauer Ivan Meštrović und Ante Trumbić ein sogenannter Jugoslawischer Ausschuss (Jugoslovenski odbor) gegründet. Dieser erwuchs aus einer Gruppe Wissenschaftler, die die Serbische Regierung am 29. August zusammenberufen hatte (Ljuba Jovanović, Aleksandar Belić, Jovan Cvijić, Nikola Stojanović, Mirko Laras und Slobodan Jovanović). Nikola Pašić formulierte am 27. Oktober die Leitlinien des Jugoslawischen Ausschusses, die ein zukünftiges Jugoslawien oder einen Serbisch-Kroatischen Staat als Ziele vorgaben. Von außen wirkten die verbündeten Entente-Mächte daraufhin, dass Serbien gegenüber Italien und Bulgarien territoriale Zugeständnisse vornehmen sollte, um diese auf die Seite der Entente zu ziehen.
Den bei Kriegsbeginn rund 460.000 Mann zählenden k.u.k.-Balkanstreitkräften wurden so insgesamt Verluste von mehr als 200.000 Mann zugefügt (rund 30.000 Tote und über 170.000 Verwundete). 70.000 weitere Soldaten gerieten in serbische Kriegsgefangenschaft.
Potiorek, der sich auf dem serbischen Kriegsschauplatz den Weisungen Conrads widersetzt hatte und den Feldzug in Serbiens unabhängig von Conrad in Sarajewo plante, wurde die ganze Schuld am Debakel zugesprochen. Er bat nach der Niederlage um seine Entlassung. Nach seiner Enthebung und Pensionierung gab er an den Nachfolger der Führung der Balkanarmee den Ratschlag weiter, der ein Jahr später auch umgesetzt werden sollte:

„Wenn Sie nochmals Serbien anzugreifen zu haben, tun Sie es nur bei Belgrad“

Der Weg, über Donau und Save nach Serbien vorzudringen, wurde für den Feldzug 1915 im AOK unter Erich von Falkenhayn und Franz Conrad von Hötzendorf im Operationsplan für den Herbst schließlich auch umgesetzt. Zuerst wurde aber Bulgarien als Verbündeter für den neuen Angriff auf Serbien gewonnen.
Besonders die ersten österreichisch-ungarischen Offensiven waren von schweren Übergriffen gegen die serbische Zivilbevölkerung begleitet. Außerdem waren im Land Seuchen ausgebrochen, die ab 1915 die Zivilbevölkerung und Armee dezimierten. Dem Heer fehlte es an fast allem, der Abwehrkampf hatte viele Ressourcen und Kriegsmaterial verschlissen. Man verwendete sogar die Uniformen gefallener Gegner. Dabei stand fast jeder, der eine Waffe halten konnte, an der Front, selbst Frauen wurden Soldaten.

### 1915

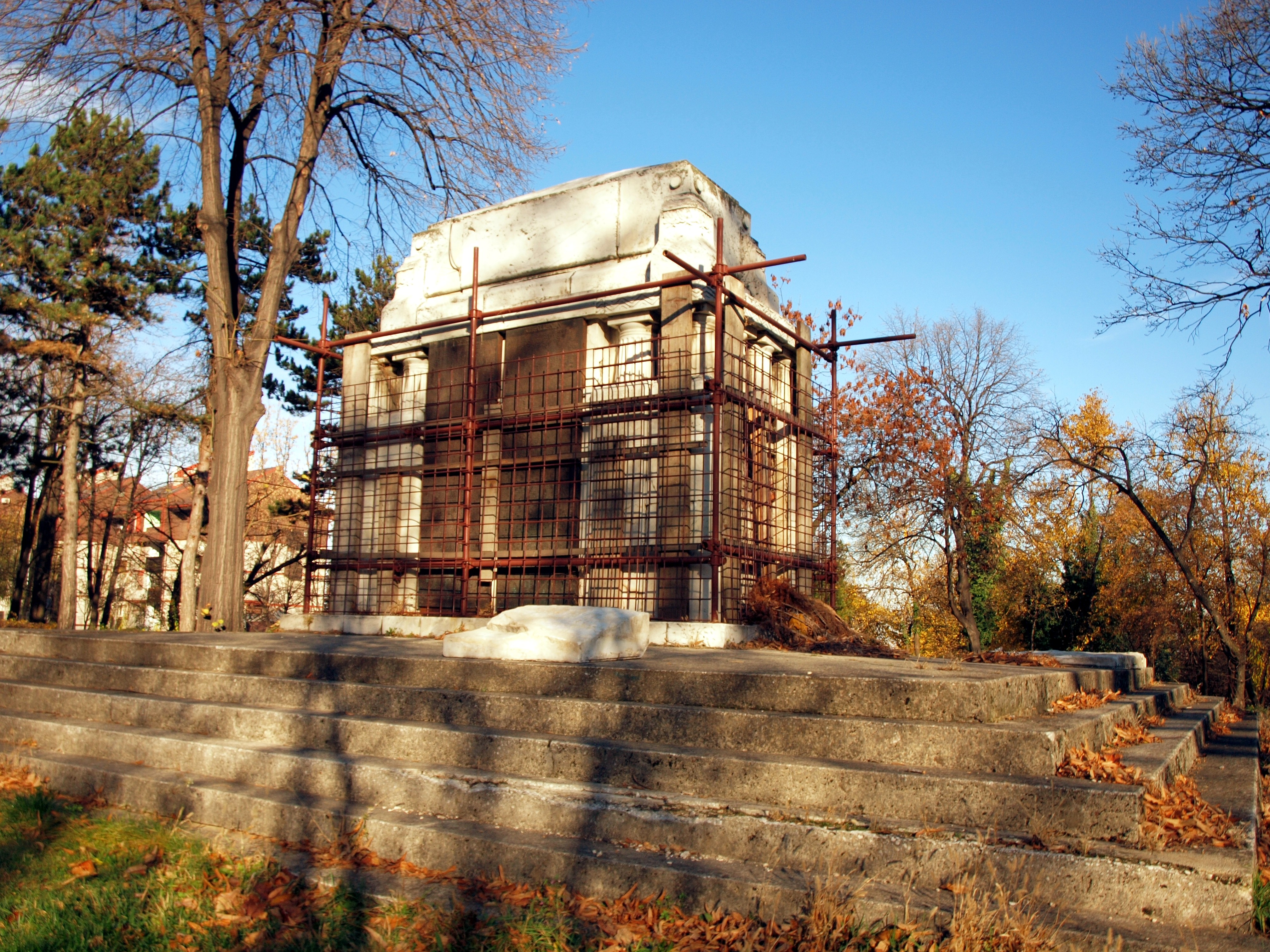
Denkmal für die 1915 gefallenen Deutschen, Košutnjak, Belgrad

Die Ententemächte verlangten von Serbien eine Entlastungsoffensive gegen Bosnien, um Russland Luft zu verschaffen und die zweite Front gegen Österreich-Ungarn zu verstärken. Die Serben besetzten stattdessen im Juli 1915 das praktisch in Anarchie zurückgefallene Albanien, angeblich um italienischen Ambitionen zuvorzukommen, aber auch um einen eigenen Seezugang zu erhalten. Großbritannien und Frankreich schickten Waffen und Versorgungsgüter, um die serbische Armee für eine kommende Offensive zu stärken.
Am 7. September unterzeichnete Bulgarien den Vertrag des Bündnisses mit den Mittelmächten (Österreich-Ungarn und das Deutsche Reich). Am 6. Oktober befahl das deutsche Oberkommando unter Leitung von Feldmarschall August von Mackensen eine gemeinsame Offensive Deutschlands, Österreich-Ungarns und Bulgariens. Der Hauptschlag erfolgte diesmal über die Donau und Save bei Belgrad und Smederevo.
Die Heeresgruppe Mackensen und die bulgarische 2. Armee zählten zusammen 350 Bataillone und 1400 Geschütze, die serbische Armee konnten 275 Bataillone und 654 Kanonen entgegensetzen. An der Save-Donaufront und an der Drina standen 143 Bataillone und 362 Geschütze der Serben 202 Bataillonen und 990 Geschützen der verbündeten Mittelmächte gegenüber. Die Verteidigung von Belgrad wurde von Mihailo Živković befehligt, für die 20 Bataillone und 75 Kanonen gegen 66 Bataillone und 273 Geschütze (darunter 108 schwere) der Armee Kövess standen.
Mittels Durchbruch der bulgarischen Armee in der Morava-Vardar-Furche wurde Serbien von den französischen und britischen Expeditionsheeren in Thessaloniki abgeschnitten und drohte völlig eingeschlossen zu werden. Keine der mit Serbien verbündeten Entente-Mächte hatte massiv eingegriffen. Die serbischen Armeen mussten trotz heftigen Widerstandes den Rückzug antreten. Nur durch komplette Evakuierung von Regierung und verbliebener Armee in Richtung Südwesten entgingen die serbischen Streitkräfte der Einkreisung und völligen Vernichtung. Die sich im Kosovo versammelnden Reste zählten nur noch 300.000 Soldaten, nicht einmal ein Drittel der Gesamtstärke vor Beginn der gegnerischen Offensive, aber beschwert um zahllose Flüchtlinge. Ohne Versorgung und Ruhemöglichkeit zogen sich die Serben durch unwegsames Bergland bei winterlichem Wetter unter schwierigsten Bedingungen bis an das Ionische Meer zurück. Dabei starben durch Hunger, Seuchen, feindliche Angriffe und die Übergriffe albanischer Partisanen viele der Fliehenden, Zivilisten wie Soldaten.
Ein umfassender Operationsplan zur Einnahme Montenegros durch die Armee Österreich-Ungarns wurde parallel zur Offensive auf Serbien durchgeführt. Die montenegrinische Armee konnte in der Schlacht von Mojkovac vom 6./7. Januar 1916 den Durchbruch zweier österreichischer Divisionen, der 62. und 53., über die Tara zurückschlagen. Damit war die Überquerung der Prokletije und der Durchmarsch durch Albanien über die Gebirgsbarriere bis zum Abzug der letzten serbischen Einheiten auch gesichert worden. Während die österreichisch-ungarische Armee mit den schwierigen Geländeverhältnissen und dem Winterwetter nur eine ungenügende Versorgung der Operation in Montenegro aufbauen konnte, hatten die Reste der serbischen Armee sich westlich Andrijevica und bei Plav gesammelt und marschierten gegen Skutari und die nordalbanische Küstenebene. Ohne den weiteren Rückhalt Serbiens brach jedoch der Widerstand Montenegros bald zusammen, was mit dem Zusammenbruch der montenegrinischen Armee am 25. Januar 1916 den Vorstoß der Mittelmächte nach Albanien geöffnet hatte. Nachdem die Alliierten zuerst durch Schiffe der italienischen Flotte, sowie nachfolgend der französischen Flotte in Durrës und Vlora einen Brückenkopf aufzubauen begannen, war für die serbische Armee und der mit ihr evakuierten Regierung eine Rettung in greifbarer Nähe.
Der Vorstoß der Mittelmächte durch Nordalbanien wurde durch das schlechte Wetter und das weglose Land behindert, so dass die Serben ihrem Zugriff entkamen. Shkodra erreichten 185.930 Soldaten. Wegen Uneinigkeit über den Abtransport nach Korfu verminderte sich diese Zahl, Valona erreichten noch 150.000, ein Drittel der operativen Stärke von 1914. Selbst nach dem Abtransport der serbischen Armee mitsamt der serbischen Regierung nach Korfu starben viele an den Folgen der Entbehrungen auf der Flucht. Dieser verlustreiche Rückzug ging als „Golgota Serbiens“ in die serbische Geschichtsschreibung ein.
Bis zum 5. August 1916 wurde die Hauptstreitmacht der serbischen Kräfte an die Salonikifront verbracht. Diesen schlossen sich 65.000 Franzosen und 85.000 Briten mit einer italienischen Division und einer russischen Brigade an.
Bis zum Dezember 1915 besetzten österreichisch-ungarische, deutsche und bulgarische Truppen ganz Serbien. Zwischen Bulgarien und Österreich-Ungarn aufgeteilt, wurde ein Generalmilitär-Gouvernement mit einem Gouverneur und einem Zivilkommissar an seiner Spitze errichtet. Die Administration bildeten vornehmlich Ungarn und radikale kroatische Frankovci. Die Polizeigewalt fiel fast ausschließlich bosnischen Muslimen zu. Die überwiegende Gesamtheit der serbische Bevölkerung fristete damit als okkupierte Gesellschaft ihr Dasein und nahm nicht mehr am öffentlichen Leben teil.

### 1916

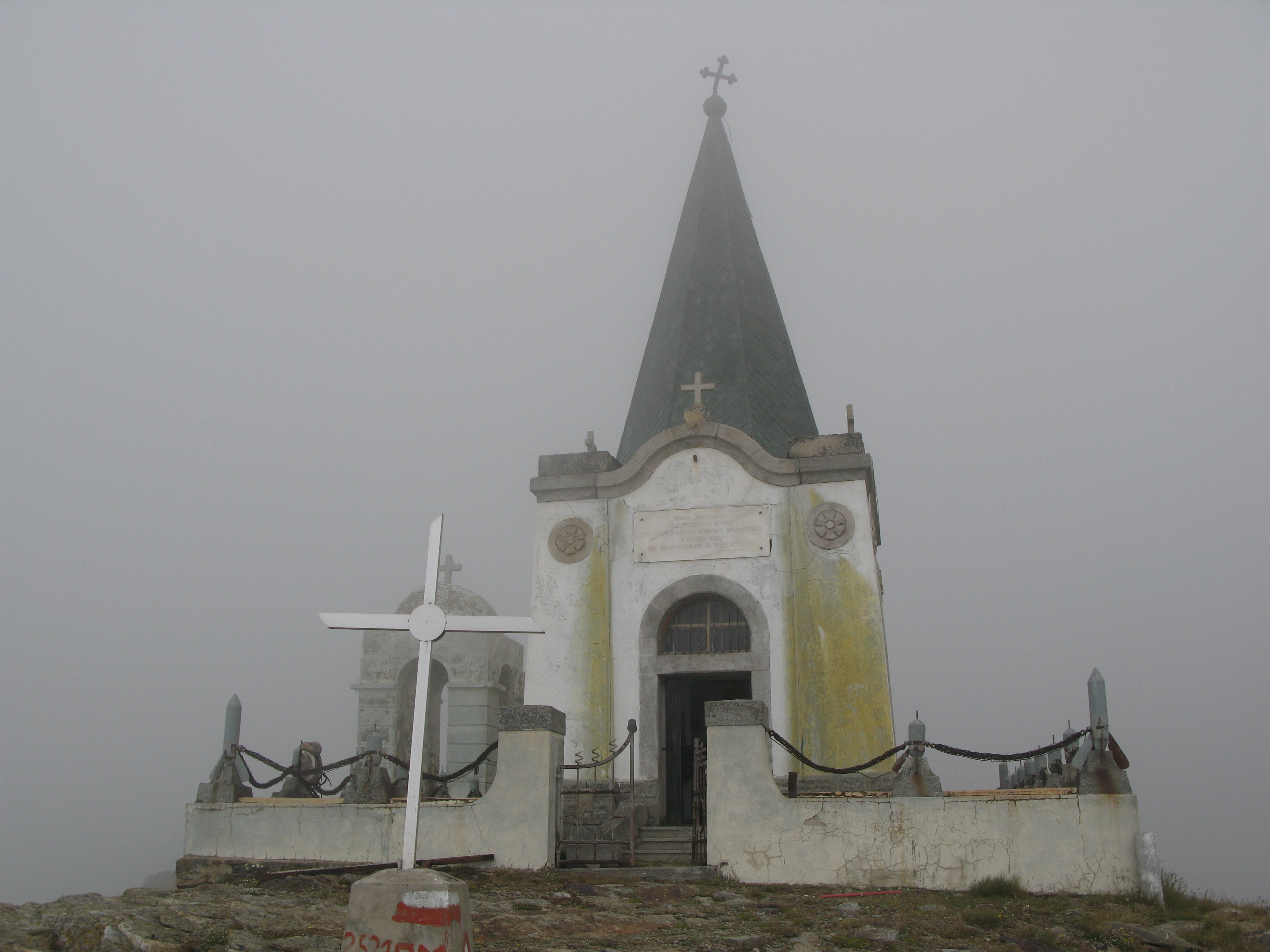
Kapelle für die Gebeine der gefallenen Weltkriegssoldaten auf dem Kajmakčalan; auf einen Wunsch Archibald Reiss hin, wird hier die Urne mit dem Herzen des Forensikers aufbewahrt.

1916 wurde die serbische Armee mit Unterstützung Frankreichs und Großbritanniens reorganisiert (vier serbische Divisionen und eine „jugoslawische“ Freiwilligen-Division, zumeist Serben aus Österreich-Ungarn und Emigranten) und an der Salonikifront eingesetzt. Trotz der erlittenen schweren Verluste war die serbische Armee aufgrund ihrer erfolgreichen Evakuierung ein für die Mittelmächte noch immer ernstzunehmender Faktor geblieben. Die Entente-Verbündeten rechneten damit, dass die Mittelmächte deshalb 23 Divisionen an die Saloniki-Front stellen müssten. Den 300.000 Soldaten der Entente standen damit 350.000 bulgarische und deutsche Soldaten gegenüber. Diese Zahl stieg später sogar noch weiter an. Nachdem es beim Eintritt Rumäniens auf Seiten der Entente zu Problemen gekommen war, griffen die Bulgaren über die griechische Grenze an. Die serbische Armee musste daher zwischen dem 12. September bis zum 19. November 1916 die Hauptaufgabe der offensiven Bewegungen an der Front übernehmen. Nachdem Živojin Mišić in den Generalstab zurückbeordert worden war und nun auch dessen Leitung übernommen hatte, wurde der Kajmakčalan-Gipfel zwischen dem 12. bis 30. September 1916 genommen. Die Sicherung des Grenzgebirges eröffnete in der Bitola-Offensive (engl. Monastir Offensive) die schließliche Einnahme Bitolas, womit die serbische Armee am 18. November 1916 erstmals wieder auf eigenem Boden stand.

### 1917
Das historische Hauptereignis des Jahres bildete die Russische Revolution vom 7. März 1917, die zu vielen geheimen und öffentlichen Vorschlägen zur Beendigung des Krieges zwischen den verfeindeten Staaten führte. Eine Welle demokratischer Bestrebungen begann auch die Teile der Habsburgermonarchie zu erreichen. Der Wind des Zusammenbruchs der alten Regime bildete damit einen neuen Hoffnungsschimmer der kleineren Völker. Auch die serbische Regierung unternahm aufgrund dieser globalen Veränderungen den Versuch einer inneren Neuordnung. Mitglieder der Offiziersgruppe der Schwarzen Hand, unter ihnen ihr Anführer, Oberst Dragutin Dimitrijević, genannt „Apis“, wurden angeblich eines Anschlages gegen den serbischen Thronfolger Alexander verdächtigt und drei Offiziere nebst Apis durch ein Militärgericht zum Tode verurteilt. Neben dem Faktor, dass dies aufgrund des Wunsches eines Separatfriedens mit den Mittelmächten geschehen war, indem der Hauptvertreter einer radikalen österreichfeindlichen Politik und maßgeblich in das Attentat 1914 verwickelten kleinen Offiziersgruppe beseitigt wurde, wird in der serbischen Forschung der wahrscheinlichste Faktor zur Eliminierung des einflussreichen russophilen Offizierselementes gesehen. Die Russophilen waren damit ihres mächtigen inneren Zirkels in der serbischen Armee beraubt worden, der weitere innenpolitische russische Einfluss vollzog sich von nun an über die Übernahme der sozialen Ideologien und der Republikanischen Partei.
Im besetzten Serbien leisteten Aufständische mit Partisanenaktionen heftigen Widerstand, den die Besatzer ihrerseits mit Gräueltaten vergalten. Im Februar 1917 entflammte in Toplica ein Volksaufstand, der sich daraufhin nach Niš, Aleksinac und ins Tal des Timok ausbreitete. 15.000 Bauern nahmen am Aufstand teil. Bei dessen Niederschlagung durch die bulgarische Armee wurden etwa 20.000 Einwohner getötet. Dörfer wurden dem Erdboden gleichgemacht. Deutsche und österreichisch-ungarische Einheiten halfen bei dem Unternehmen.
Gespräche des serbischen Außenministers Nikola Pašić mit Ante Trumbić als Vertreter des Jugoslawischen Komitees auf Korfu führten am 20. Juli 1917 zur Deklaration von Korfu über die Absicht zur Bildung des späteren Königreichs der Serben, Kroaten und Slowenen.

### 1918 und das Ende des Krieges
Aus Angst, dass die serbische Armee unter fremdem Kommando an einem Nebenkriegsschauplatz nicht mehr an den Hauptkämpfen beteiligt sei, wodurch das eigene Schicksal von fremden Mächten entschieden werde, forderte die serbische Generalität einen allgemeinen Strategiewechsel zur Beendigung des Weltkrieges. Sie verlangte, dass zuerst die kleineren Gegner ausgeschaltet werden müssten, um dann gegen die größeren vorzugehen. Selbst der serbische Regent schrieb hierzu dem britischen König zwei Memoranden. Nach der großen deutschen Frühjahrsoffensive auf Paris 1918, begannen die Verbündeten diese zuerst als unsinnig erachtete Idee ernst zu nehmen.
Der französische General Franchet d’Esperey wurde zum neuen Kommandanten der alliierten Orientarmee an die Saloniki-Front berufen. Er übertrug der serbischen Armee die Hauptaufgabe für den geplanten Durchbruch. Živojin Mišić hatte hierfür zwei serbische Armeen, daneben noch die Unterstützung eines Freiwilligenkontingents aus Soldaten der südslawischen Länder der Donaumonarchie. Die französische Armee bestand zur Hälfte aus Soldaten der Kolonialgebiete, ein marokkanisches Kavallerieregiment bildete darin das Hauptelement für einen tiefen Vorstoß. 180.000 französische, 150.000 serbische, 135.000 griechische, 120.000 britische und 42.000 italienische Soldaten sowie 1000 albanische Freiwillige unter Esad Pascha wurden aufgestellt.
Den Hauptteil der Truppen hatte d’Esperey auf eine Linie von 33 Kilometern Breite konzentriert. Am 14. September begann mit einem Artillerieangriff auf die Gräben der Mittelmächte das Ende des Weltkrieges an der Salonikifront. Nachdem die 2. Serbische Armee schon am folgenden Tag die Salonikifront erfolgreich hatte durchbrechen können, kam es bei den Verteidigern zu Auflösungserscheinungen. Der lange Marsch nach Belgrad dauerte 46 Tage und die Hauptstadt wurde am 1. November 1918 eingenommen.

### Kriegsfolgen

Die serbischen Soldaten machten rund 8 % der Entente-Opfer aus.

Die Rückeroberung Serbiens und der Platz an der Seite der Siegermächte des Ersten Weltkrieges ermöglichten Serbien, am 1. Dezember 1918 das Königreich der Serben, Kroaten und Slowenen zu begründen, das sich ab 1929 Jugoslawien nennen sollte. Schon am 25. November beschloss die Volksversammlung der Vojvodina die Vereinigung mit Serbien; am 29. November folgte dem die Nationalversammlung Montenegros. Zudem erhielt Serbien Gebiete im Osten (Caribrod, Bosilegrad, Strumica), welche Bulgarien als Verlierer des Ersten Weltkrieges abtreten musste.
Das Königreich Serbien zählte Anfang 1914 rund 4,5 Millionen Einwohner. In den vier Kriegsjahren sind nach serbischen Angaben circa 1,1 Millionen Menschen oder 24 % der Gesamtbevölkerung des Königreichs ums Leben gekommen. Es sind schätzungsweise 60.000 Zivilisten exekutiert worden und bis zu 400.000 weitere aufgrund von Epidemien, Kälte, Hungersnöten und Krankheiten gestorben; viele davon auf dem verlustreichen Rückzug zur Adria. Serbien erlitt neben Montenegro die anteilsmäßig größten Verluste: Von 700.000 Soldaten starben etwa 130.000. Insgesamt verlor Serbien kriegsbedingt rund 540.000 Menschen, etwa 11 % und Montenegro sogar 16 % seiner Bevölkerung.
Das Land selbst war in den Kriegsjahren ausgeplündert worden, die Wirtschaft zerstört. Die solcherart eingetretenen Verluste machten rund die Hälfte des serbischen Volksvermögens aus. Um die Not zu lindern, wurden rigorose Beschlagnahmungen von Nahrungsmitteln und anderen lebenswichtigen Ressourcen in den neuen jugoslawischen Ländern, die vom Krieg verschont geblieben waren, durchgeführt, was zu den ersten Krisen des neuen jugoslawischen Staates führte.

## Serbien im Ersten Jugoslawien

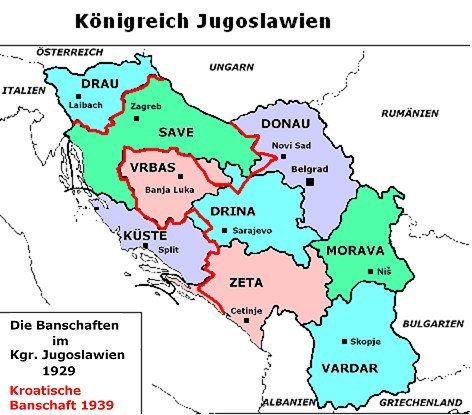
Königreich Jugoslawien 1929

Am Ende des Ersten Weltkrieges wurde Österreich-Ungarn aufgelöst und das Staatsgefüge in Mittel- und Osteuropa vollkommen neu geordnet.
Aus Serbien, dem bis dahin unabhängigen Montenegro sowie den meisten südslawisch besiedelten Ländern Österreich-Ungarns entstand 1918 das Königreich der Serben, Kroaten und Slowenen, das sich ab 1929 Jugoslawien nannte.
Das Territorium Jugoslawiens wurde in neun Banschaften neugegliedert.
Die Grenzen der Banschaften entsprachen nicht den bis dahin geltenden Grenzen. Ihre Bezeichnungen wurden von den Flüssen, welche sie durchflossen, abgeleitet (mit Ausnahme der Primorska banovina (Banschaft Küstengegend), sie lag am Meer und erhielt daher ihren Namen).
Das Territorium Serbiens vor dem Ersten Weltkrieg entfiel im neuen Staat auf fünf Banovine (Vardar, Morava, Zeta, Drina, Donau).
Die mehrheitlich von Serben bevölkerte Banovina Vrbas (Banschaft Vrbas) wurde nach dem Ersten Weltkrieg ebenfalls als eine serbische Banschaft angesehen.

## Zweiter Weltkrieg

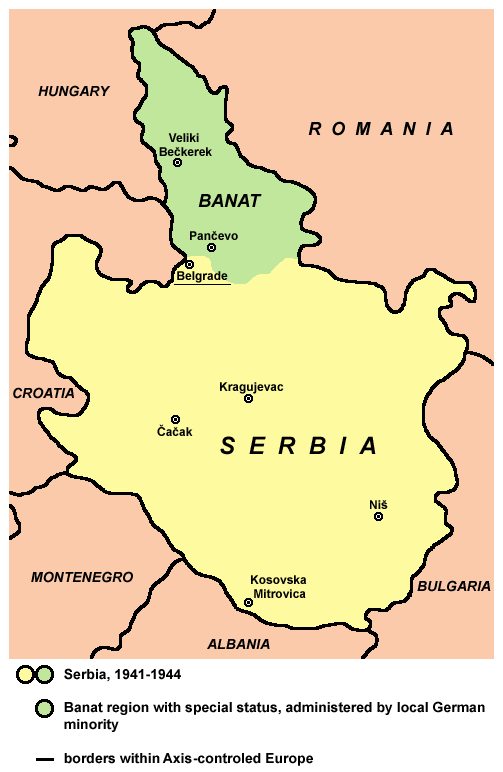
Serbien und Banat im Jahre 1941–1944

Nach dem schnellen Sieg der Achsenmächte über das Königreich Jugoslawien im Balkanfeldzug wurde das Land in zehn Teile mit unterschiedlichem staatsrechtlichem Status aufgeteilt. Serbien, bestehend aus Altserbien (das ehemalige Gebiet Serbiens innerhalb der Grenzen von 1912, ohne Mazedonien) und dem Westbanat, wurde mit zusammen etwa 4,5 Millionen Einwohnern wegen seiner ökonomischen Bedeutung zur ausschließlich deutschen Einflusszone erklärt und unter Militärverwaltung gestellt. Das Deutsche Reich installierte darauf in Serbien eine Kollaborationsregierung. Der dem Faschismus ideologisch nahe stehende General Milan Nedić, der im Königreich Jugoslawien Verteidigungsminister gewesen war, proklamierte am 1. September 1941 den Staat Serbien.
Am 4. Juli 1941 rief Tito den „Allgemeinen Aufstand“ aus und stellte Partisaneneinheiten auf, denen in Serbien nur unzureichende deutsche Besatzungstruppen gegenüberstanden.
Ein Großteil der Nationalbewegung Zbor unter Dimitrije Ljotić und ihr militärischer Verband Serbisches Freiwilligen-Korps (Srpski dobrovoljački korpus, SDK) kollaborierte mit den deutschen Besatzern.
Als sowjetische Truppen an die Grenzen Serbiens vorstießen, wurde am 4. Oktober 1944 die Regierung Nedić aufgelöst. Am 20. Oktober 1944 wurde Belgrad gemeinsam von Tito-Partisanen und der Roten Armee eingenommen. Ein kleiner Teil der in Serbien lebenden „Volksdeutschen“ wurde bereits vorher aus dem Gebiet evakuiert.

## Serbien im sozialistischen Jugoslawien

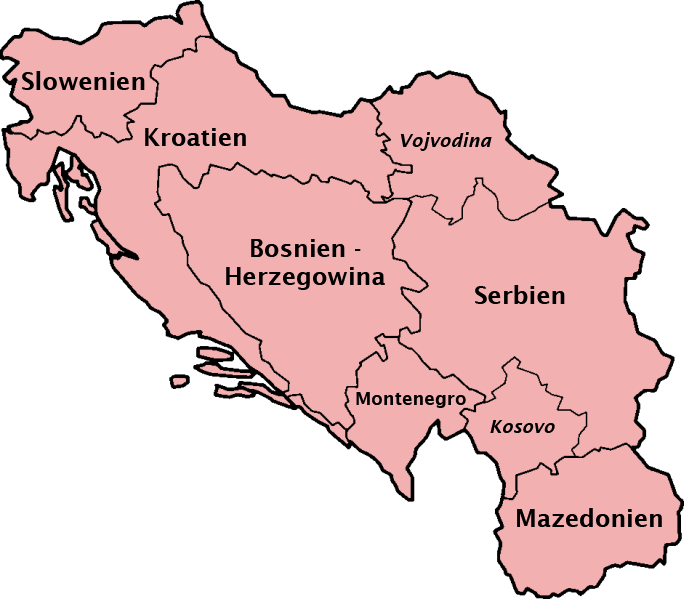
Jugoslawien 1944–1991

Während der zweiten Vollversammlung des „Antifaschistischen Rats der Nationalen Befreiung Jugoslawiens“ (AVNOJ) mit 142 Delegierten am 21. bis 29. November 1943 im bosnischen Jajce wurde bereits das Grundgerüst für den zukünftigen föderativen sozialistischen jugoslawischen Staat gleichberechtigter Völker und Republiken gelegt.
Die Sozialistische Republik Serbien wurde eine von sechs Teilrepubliken in Jugoslawien. Die südserbische Region Makedonien wurde von Serbien getrennt und bekam den Status einer eigenständigen Teilrepublik der Sozialistischen Föderativen Republik Jugoslawien. Montenegro bekam ebenfalls den Status einer eigenständigen Teilrepublik. Innerhalb der Teilrepublik Serbien wurden zwei autonome Provinzen eingerichtet: im Norden die Vojvodina (mit einer ungarischen Minderheit) und im Süden das Kosovo i Metohija (mit einer albanischen Mehrheit). Der Vojvodina wurde die Baranja (heute Teil Kroatiens) entnommen, dafür erhielt sie den größten Teil des hauptsächlich von Serben besiedelten Syrmien (davor Teil Slawoniens). Mit dieser Aufteilung Serbiens versuchten die jugoslawischen Kommunisten das Gleichgewicht zwischen Serbien und den restlichen Teilrepubliken zu halten. Serbien wurde politisch geschwächt.

## Jugoslawienkriege (1991–1995) und Kosovokrieg (1998–1999)
1987 fordern serbische Intellektuelle im SANU-Memorandum ein Ende der sogenannten „Diskriminierungen des serbischen Volkes“. Das Memorandum propagiert unter anderem einen „Genozid“ am serbischen Volk im Kosovo und eine antiserbische Verschwörung Kroatiens und Sloweniens gegen Serbien. Intellektuelle und Politiker der anderen Völker Jugoslawiens reagierten auf die Forderung aus Belgrad mit eigenen nationalen Programmen. Zwischen den Teilnehmerstaaten breitete sich eine zunehmend vergiftete Atmosphäre aus. In Zusammenhang mit den politischen Umwälzungen in den anderen sozialistischen Staaten Osteuropas 1989/1990 bildeten sich dann auch in Jugoslawien neue Parteien und es kam 1990 zu ersten freien Wahlen in einigen Republiken, die mehrheitlich von nationalistisch agierenden Parteien gewonnen wurden. Am 9. März 1991 kam es zu Protesten in Serbien. Hunderttausend Demonstranten gingen vier Tage lang auf die Straße und protestierten unter der Führung der Partei von Vuk Drašković gegen das Milošević-Regime. Am 25. Juni 1991 proklamierten zunächst Slowenien und Kroatien ihre Unabhängigkeit, was von der Belgrader Führung als Verfassungsbruch angesehen wurde. Die jugoslawische Zentralregierung, die serbisch dominiert war, suchte die Unabhängigkeitsbestrebungen militärisch niederzuwerfen, um den Staat zu erhalten.

### Der 10-Tage-Krieg in Slowenien
Am 25. Juni 1991 löste sich Slowenien aus dem Staatenbund Jugoslawien und erklärte seine Unabhängigkeit, was eine militärische Intervention der Jugoslawischen Volksarmee auslöste. Im sogenannten 10-Tage-Krieg wurde eine Besetzung des Landes durch die Armee jedoch durch relativ gut organisierten Widerstand verhindert. Es kam lediglich zu kleineren Gefechten zwischen slowenischen Polizisten und jugoslawischen Soldaten vor allem an internationalen Grenzübergängen, als die slowenische Landespolizei dort die Kontrolle übernahm. Deshalb kam es auch zu keinen nennenswerten Zerstörungen, was die Entwicklung der slowenischen Wirtschaft nach der Unabhängigkeit begünstigte. Die Gefahr eines Bürgerkriegs, wie er in anderen Teilen Jugoslawiens stattfand, bestand zu keinem Zeitpunkt, da die slowenische Bevölkerung, von kleineren Minderheiten abgesehen, fast ausschließlich aus Slowenen besteht. Unter Vermittlung der UNO und der österreichischen Regierung konnte schließlich ein Kompromiss erzielt werden: Slowenien sollte den Vollzug der Unabhängigkeit für die Dauer von drei Monaten aussetzen und in dieser Zeit mussten sich die dortigen Soldaten, die ihren Präsenzdienst in Slowenien leisteten, zurückziehen. Beide Seiten hielten sich an die Vereinbarung, und so konnte am 8. Oktober 1991 die Unabhängigkeit der Republik Slowenien in Kraft gesetzt werden. Während die Kriegshandlungen in Slowenien schon nach kurzer Zeit eingestellt wurden und Slowenien unabhängig wurde, entbrannte in Kroatien ein Bürgerkrieg.

### Krieg in Kroatien
Kroatien erklärte am 8. Oktober 1991 seine Unabhängigkeit. Militante Serben und die Jugoslawische Volksarmee errichteten daraufhin die sogenannte Serbische Autonome Provinz Krajina (SAO Krajina). Diese umfasste Teile Kroatiens, aus denen Kroaten gewaltsam vertrieben wurden. Die Unterstützung der Krajina-Serben durch Belgrad wurde vom Sicherheitsrat der Vereinten Nationen und von der Europäischen Gemeinschaft seit 1991 mit Sanktionen geahndet, da weltweit angenommen wurde, Serbien wolle auf diese Weise die Republik Serbische Krajina mit der Republika Srpska mit Serbien zu einem Großserbien verbinden.
Es kam zum Kroatienkrieg, der schließlich mit der Militäraktion (Oluja/Sturm) unter Führung von Ante Gotovina beendet wurde. Im Zuge dessen floh wiederum ein großer Teil der ansässigen serbischen Bevölkerung bzw. wurde vertrieben.

### Kosovokrieg
Auf Betreiben des serbischen Präsidenten Slobodan Milošević beschloss das serbische Parlament im Rahmen der Antibürokratischen Revolution 1989, den Status des Kosovo als autonome Provinz aufzuheben. Es folgten im Kosovo ethnische Unruhen, die zu einigen Dutzend Toten auf beiden Seiten führten. Die Albaner reagierten erst mit einem friedlichen Totalboykott, doch als es auch nach dem Dayton-Abkommen dem 1992 gewählten Anführer der Kosovo-Albaner Ibrahim Rugova nicht gelang, die Probleme im Kosovo zu internationalisieren und der serbische Druck im Kosovo immer mehr zunahm, tauchte 1997 die Ushtria Çlirimtare Kosovës (UÇK, Befreiungsarmee Kosovos) auch öffentlich auf.
Die internationale Staatengemeinschaft stufte die UÇK zunächst als terroristische Organisation ein. Sehr schnell jedoch leiteten die USA entsprechende Verhandlungen um Waffenkäufe ein. In der Folge erlangte die UÇK die Kontrolle über mehrere Gebiete Kosovos. Die Kämpfe zwischen den verschiedenen serbischen Einheiten und der UÇK und vor allem die NATO-Angriffe führten im Endeffekt dazu, dass mehr als 500.000 Einwohner auf der Flucht waren und zunächst im nahen engeren Serbien, Mazedonien oder Albanien, dann zum Teil in Westeuropa Schutz suchten.
Im Frühjahr 1999 durchgeführte NATO-Luftangriffe zwangen Slobodan Milošević schließlich zum Einlenken. Der Rückzug der serbischen Armee beendete die blutigen Auseinandersetzungen im Kosovo, dem bis zu diesem Zeitpunkt bereits tausende Menschen zum Opfer gefallen waren. Das Kosovo wurde vorläufig Protektorat der UNO.

## Demokratisierung
Bei den Präsidentschaftswahlen am 24. September 2000 wurde Vojislav Koštunica zum Jugoslawischen Präsidenten gewählt. Milošević hatte sich zunächst zum Wahlsieger erklärt, musste aber nach mehrtägigen Streiks, Demonstrationen der Demokratischen Opposition Serbiens (DOS) und der Besetzung des Parlaments am 5. Oktober schließlich seine Niederlage eingestehen. Bei den Parlamentswahlen im Dezember 2000 errang die DOS eine Zweidrittelmehrheit im Parlament. Im Januar 2001 wurde Zoran Đinđić zum neuen Ministerpräsidenten gewählt. Dies führte u. a. dazu, dass Slobodan Milošević am 29. Juni 2001 an den Internationalen Strafgerichtshof für das ehemalige Jugoslawien (ICTY) in Den Haag ausgeliefert wurde. Am 12. März 2003 wurde Đinđić auf offener Straße von Attentätern aus den Reihen der ehemaligen Roten Barette ermordet.

## Bundesrepublik Jugoslawien und Staatenbund Serbien und Montenegro

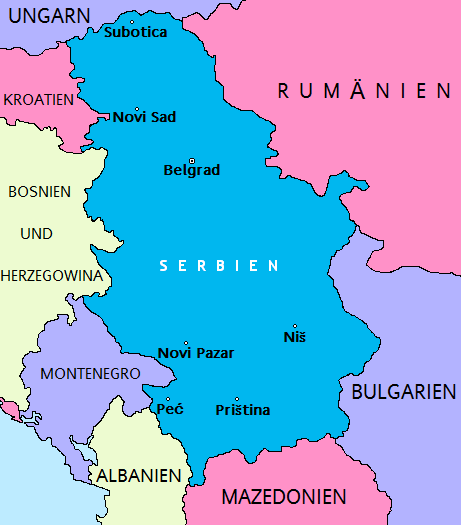
Serbien als unabhängiger Staat (mit Kosovo)

Nachdem die übrigen Teilrepubliken des alten Jugoslawien ihre Unabhängigkeit erklärt hatten, schlossen sich Serbien und Montenegro 1992 zur Bundesrepublik Jugoslawien zusammen. Diese bestand bis 2003, seitdem bildeten diese beiden Republiken den Staatenbund Serbien und Montenegro, dessen Auflösung am 21. Mai 2006 durch das montenegrinische Unabhängigkeitsreferendum eingeleitet wurde. Montenegro erklärte daraufhin durch einen Parlamentsbeschluss am 3. Juni 2006 seine formale Unabhängigkeit, Serbien folgte am 5. Juni mit einer Unabhängigkeitserklärung, ebenfalls durch einen Parlamentsbeschluss.

## Republik Serbien
Ministerpräsidentin Serbiens ist seit 2017 Ana Brnabić. Ihre Vorgänger waren Aleksandar Vučić (2014–2017), Ivica Dačić (2012–2014), Mirko Cvetković (2008–2012) und Vojislav Koštunica (2004–2008). Staatspräsident war von 2004 bis 2012 der liberale, Europa zugewandte Reformer Boris Tadić.
Die nationalistische SRS-Partei des rechtsextremen Vojislav Šešelj erlangte bei den Parlamentswahlen im Dezember 2003 mit rund 27 Prozent der Stimmen die meisten Mandate. Sie blieb dennoch in der Opposition, da die demokratischen und liberalen Parteien ein Bündnis und eine Regierung bildeten. Dies blieb auch nach den Parlamentswahlen 2007 so.
Bei den Wahlen 2012 unterlag Tadić seinem Konkurrenten Tomislav Nikolić, der bis 2017 das Amt des Staatspräsidenten ausübte. Zu seinem Nachfolger wurde bei den Wahlen 2017 der seit April 2014 amtierende Ministerpräsident Aleksandar Vučić gewählt.

### Folgen der Unabhängigkeitserklärung des Kosovo
Nach langen, ergebnislosen Verhandlungen beschloss am 17. Februar 2008 das Parlament des Kosovo, einseitig die Unabhängigkeit der Provinz auszurufen. Serbien erkennt diesen Beschluss nicht an und beruft sich dabei auf die Resolution 1244 des UN-Sicherheitsrats aus dem Jahr 1999, nach der das Kosovo Bestandteil der damaligen Bundesrepublik Jugoslawien unter UN-Verwaltung ist. Eine neue Resolution kam nicht zustande, da Russland sein Veto angekündigt hatte. Nachdem mehrere EU-Staaten Kosovo offiziell anerkannt hatten, zerbrach schließlich die Regierungskoalition im Streit um das Verhältnis zur Europäischen Union, was zu Neuwahlen führte.

### Auf dem Weg in die EU
Serbien bemüht sich seit der Demokratisierung im Jahr 2000 stärker um die Integration in die Europäische Union. Verhandlungen über ein Stabilisierungs- und Assoziierungsabkommen (SAA) begannen im November 2005. Gefordert wird auch die volle Kooperation Serbiens mit dem Internationalen Strafgerichtshof für das ehemalige Jugoslawien (ICTY) in Den Haag. Zwischenzeitlich wurden die Verhandlungen ausgesetzt, da vermutet wurde, dass die beiden gesuchten Kriegsverbrecher Radovan Karadžić und Ratko Mladić von der Regierung gedeckt wurden. Erst nach der neuen Regierungsbildung 2007 wurden die Verhandlungen fortgesetzt. Im Juli 2008 wurde Radovan Karadžić verhaftet und an das ICTY ausgeliefert. Serbien ratifizierte im September 2008 einseitig das vorläufige Stabilisierungs- und Assoziierungsabkommen mit der EU, da sich die Niederlande gegen eine Ratifizierung von Seiten der EU widersetzten. Am 7. Dezember 2009 wurde von den Außenministern der EU ein Interimsabkommen für Handelserleichterungen mit Serbien freigegeben. Die weitreichendste Veränderung im Verhältnis der EU mit Serbien war die vom 19. Dezember 2009 an gültige Reiseerleichterung für serbische Staatsbürger, die seitdem visafrei in die EU reisen können.
Die serbische Regierung stellte am 22. Dezember 2009 einen Antrag auf Mitgliedschaft in der Europäischen Union und gilt seit dem 1. März 2012 offiziell als Beitrittskandidat. Am 21. Januar 2014 wurden die Beitrittsverhandlungen aufgenommen.